# 드와이트 D. 아이젠하워 행정부
드와이트 D. 아이젠하워의 제34대 미국 대통령 재임 기간은 1953년 1월 20일 그의 첫 취임으로 시작되어 1961년 1월 20일에 종료되었다. 캔자스 출신 공화당원인 아이젠하워는 1952년 대선에서 민주당 후보 애들레이 스티븐슨에게 압도적인 승리를 거둔 후 취임했다. 4년 후 1956년 대선에서 그는 스티븐슨을 다시 물리치고 더 큰 압도적인 승리로 재선되었다. 아이젠하워는 두 번의 임기로 제한되었으며, 1960년 대선에서 승리한 민주당원 존 F. 케네디가 그 뒤를 이었다.
아이젠하워는 미국과 소련 간의 지정학적 긴장 시기인 냉전 중에 집권했다. 아이젠하워의 신안보정책은 군사적 위협에 대한 핵무기 억지력의 중요성을 강조했으며, 아이젠하워의 대통령 재임 기간 동안 미국은 핵무기와 핵무기 운반 시스템을 비축했다. 취임 직후 아이젠하워는 6.25 전쟁 종식을 협상하여 한국의 분단으로 이어졌다. 수에즈 위기 이후 아이젠하워는 아이젠하워 독트린을 공표하여 중동에서의 미국의 약속을 강화했다. 쿠바 혁명에 대응하여 아이젠하워 행정부는 쿠바와 관계를 단절하고 쿠바 망명자들의 쿠바 침공 준비를 시작했으며, 결국 실패로 돌아간 피그스만 침공으로 이어졌다. 아이젠하워는 또한 중앙정보국이 1953년 이란 쿠데타와 1954년 과테말라 쿠데타와 같은 비밀 작전에 참여하는 것을 허용했다.
국내 문제에 있어서 아이젠하워는 자유주의적 민주당원들과 공화당의 보수주의 세력 사이의 중간 지대를 차지하는 현대 공화주의 정책을 지지했다. 아이젠하워는 뉴딜 프로그램을 계속하고, 사회 보장 제도를 확대했으며, 세금 감면보다 균형 예산을 우선시했다. 그는 수만 마일에 달하는 분할 고속도로로 구성된 대규모 기반 시설 프로젝트인 주간고속도로 시스템 구축에 중요한 역할을 했다. 스푸트니크 1호 발사 후 아이젠하워는 국방교육법에 서명하고 NASA 설립을 주재했다. 아이젠하워는 재건 종료 이후 첫 번째 중요한 민권 법안에 서명했으며, 1954년 브라운 대 토피카 교육위원회 재판에서 대법원의 획기적인 인종 분리 철폐 판결을 완전히 수용하지는 않았지만, 법원의 판결을 강제했다.
아이젠하워는 재임 기간 내내 긍정적인 지지율을 유지했지만, 스푸트니크 1호의 발사와 좋지 않은 경제는 1958년 선거에서 공화당의 패배에 기여했다. 그가 선호했던 후임자인 리처드 닉슨 부통령은 공화당 후보 지명을 얻었지만, 1960년 대선에서 존 F. 케네디에게 간발의 차이로 패배했다. 아이젠하워는 대중에게 인기가 많았으며, 대통령직을 떠났다. 아이젠하워는 일반적으로 역대 10대 대통령 중 한 명으로 평가된다.

## 1952년 선거

### 공화당 지명

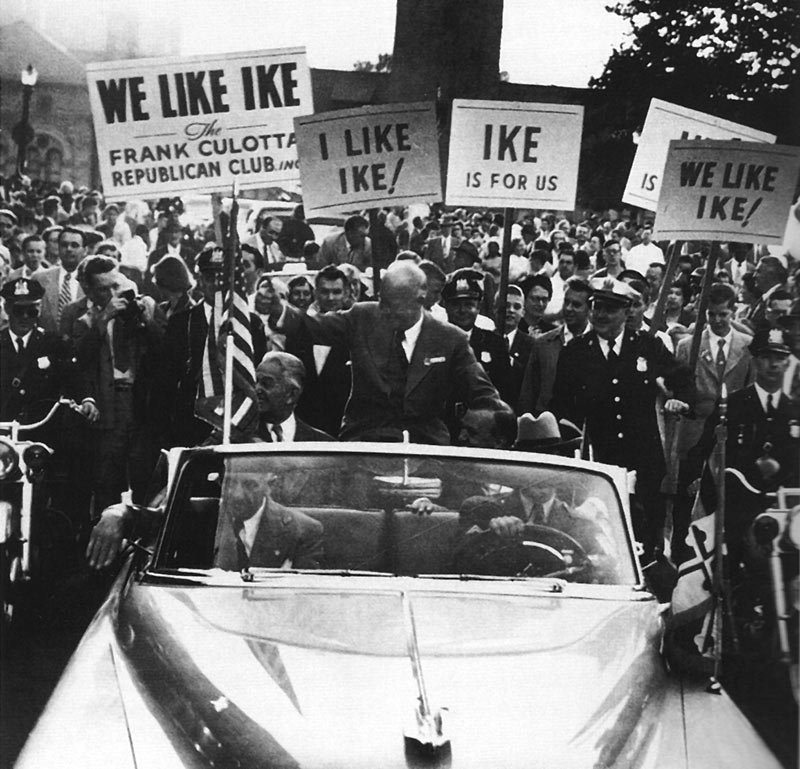
아이젠하워 대통령 선거 운동, 메릴랜드주 볼티모어 c. 1952년 9월

1952년 공화당 대통령 예비선거에서 공화당 대통령 후보 지명을 놓고 경쟁한 두 주요 후보는 드와이트 D. 아이젠하워 장군과 오하이오주 상원의원 로버트 태프트였다. 캘리포니아주지사 얼 워런과 전 미네소타주지사 해럴드 스타센도 후보 지명을 노렸다. 태프트는 1930년대에 만들어진 많은 뉴딜 사회 복지 프로그램들을 거부하고 비개입주의 외교 정책을 지지하는 당의 보수주의 세력을 이끌었다. 태프트는 이전에 두 번 공화당 후보 지명을 노렸지만, 두 번 모두 뉴욕 출신의 온건한 공화당원들에게 패배했다. 1940년에는 웬들 윌키에게, 1948년에는 토머스 E. 듀이에게 패배했다.
1944년과 1948년 당의 대통령 후보였던 듀이는 동부 주들을 중심으로 한 당의 온건 세력을 이끌었다. 이 온건파들은 뉴딜 정책의 대부분을 지지했으며, 냉전에서는 개입주의자였다. 듀이 자신은 세 번째 대통령 출마를 거부했지만, 그와 다른 온건파들은 1952년 공화당 티켓이 당의 온건파에 더 가깝게 되도록 그의 영향력을 사용하려고 노력했다. 이를 위해 그들은 1951년 9월 아이젠하워 운동을 조직했다. 2주 후 전국 주지사 회의에서 7명의 공화당 주지사가 그의 후보 지명을 지지했다. 당시 NATO 최고 연합 사령관으로 재직 중이던 아이젠하워는 오랫동안 잠재적인 대통령 후보로 거론되었지만, 당파적인 정치에 개입하는 것을 꺼렸다. 그럼에도 불구하고 그는 태프트의 비개입주의적 견해, 특히 아이젠하워가 소련 침략에 대한 중요한 억지력으로 여겼던 NATO에 대한 그의 반대 의견에 고민이 많았다. 그는 또한 트루먼 행정부 말기에 연방 정부에 스며들었다고 믿었던 부패에도 동기를 부여받았다.
아이젠하워는 1951년 말에 대통령 후보 지명 노력을 반대하지 않을 것이라고 시사했지만, 그는 여전히 적극적으로 후보 지명을 추구하는 것을 거부했다. 1952년 1월, 헨리 캐벗 로지 주니어 상원의원은 아이젠하워가 아직 공식적으로 선거에 출마하지 않았음에도 불구하고 3월 뉴햄프셔 예비선거에 그의 이름이 등록될 것이라고 발표했다. 뉴햄프셔 주 결과는 아이젠하워의 확실한 승리였으며, 46,661표를 얻어 태프트의 35,838표와 스타센의 6,574표를 앞섰다. 4월, 아이젠하워는 NATO 사령관직에서 사임하고 미국으로 돌아왔다. 태프트 세력은 남은 예비선거에서 강력한 투쟁을 벌였고, 7월 1952년 공화당 전당대회가 열릴 때까지 태프트와 아이젠하워 중 누가 대통령 후보 지명을 얻을지 여전히 불확실했다.
시카고에서 1952년 공화당 전당대회가 시작되었을 때, 아이젠하워의 캠페인 관리자들은 태프트가 남부 주에서 대의원 표를 "훔쳤다"고 비난하며, 태프트의 동맹들이 아이젠하워 지지자들에게 불공정하게 대의원 자리를 부여하지 않고 태프트 대의원을 그 자리에 앉혔다고 주장했다. 로지와 듀이는 이 주에서 태프트 지지 대의원들을 퇴출시키고 아이젠하워 지지 대의원들로 대체할 것을 제안했다. 그들은 이 제안을 "공정한 게임"이라고 불렀다. 태프트와 그의 지지자들은 이 주장을 격렬히 부인했지만, 전당대회는 658대 548로 공정한 게임을 지지하기로 투표했고, 태프트는 많은 남부 대의원을 잃었다. 아이젠하워는 또한 두 가지 더 큰 지지를 받았다. 첫째는 미시간과 펜실베이니아와 같은 여러 미결정 주 대표단이 그를 지지하기로 결정했을 때였고, 둘째는 스타센이 자신의 대의원들을 해방시키고 아이젠하워를 지지해달라고 요청했을 때였다. 많은 태프트 지지 남부 대의원들의 제거와 미결정 주들의 지지는 아이젠하워에게 유리한 후보 지명을 결정했으며, 그는 첫 번째 투표에서 승리했다. 그 후 캘리포니아주 상원의원 리처드 닉슨은 만장일치로 그의 부통령 후보로 지명되었다. 전당대회 전 아이젠하워 캠페인 관리자들 사이에서 일찍이 그리고 자주 거론된 닉슨의 이름은 그의 젊음(39세)과 확고한 반공 기록 때문에 선택되었다.

### 총선

1952년 선거인단 투표 결과

현직 대통령 해리 S. 트루먼은 여론 조사에서 부진한 성적을 거두었고 1952년에 출마하지 않기로 결정했다. 민주당 대통령 후보 지명을 위한 확실한 선두 주자가 없었다. 시카고에서 열린 1952년 민주당 전당대회의 대의원들은 세 번째 투표에서 일리노이주지사 애들레이 E. 스티븐슨을 대통령으로 지명했다. 앨라배마주 상원의원 존 스파크먼이 그의 러닝메이트로 선택되었다. 전당대회는 당이 경쟁력 있는 선거 운동을 벌일 강력한 대통령 후보를 선택했다는 광범위한 확신으로 끝났다. 스티븐슨은 전국에서 일련의 사려 깊은 연설을 하는 데 집중했다. 그의 스타일이 지식인들과 학자들을 감동시켰지만, 일부 정치 전문가들은 그가 대부분의 청취자들을 "뛰어넘는" 연설을 하고 있는지 의문을 제기했으며, 그의 대머리와 지적인 태도 때문에 그를 "달걀머리"라고 불렀다. 그러나 그의 가장 큰 약점은 트루먼의 낮은 인기도였다. 스티븐슨은 트루먼 행정부의 일원이 아니었음에도 불구하고, 유권자들은 그의 기록을 거의 무시하고 트루먼의 부담을 그에게 지웠다. 역사가 허버트 파르멧은 스티븐슨이 다음과 같았다고 말했다.
분열된 미국이 편집증에 시달리고 전후 세계의 예상된 평온을 방해한 것이 무엇인지 이해하지 못하는 상황에서 변화의 시기가 정말로 도래했음을 널리 인식시키지 못했다. 스티븐슨이나 그 누구도 유권자들이 '트루먼주의'를 거부하려는 욕구를 단념시킬 수 없었다.
가을 선거 운동 기간 동안 공화당 전략은 아이젠하워의 비할 데 없는 인기에 초점을 맞췄다. 아이크는 48개 주 중 45개를 방문했다. 그의 영웅적인 이미지와 솔직한 연설은 선거 열차의 후미 플랫폼에서 그를 들은 많은 군중을 열광시켰다. 그의 연설에서 아이젠하워는 스티븐슨의 이름을 언급하지 않고, 대신 트루먼 행정부의 실패라고 주장되는 "한국, 공산주의, 부패"를 끊임없이 공격했다. 연설 외에도 그는 30초짜리 텔레비전 광고를 통해 유권자들에게 메시지를 전달했는데, 이는 텔레비전이 중요한 역할을 한 첫 대선이었다. 국내 정책에서 아이젠하워는 경제에서 연방 정부의 증가하는 영향력을 공격했고, 외교에서는 공산주의 확장을 막는 데 미국의 강력한 역할을 지지했다. 아이젠하워는 동시대 공화당의 많은 수사법과 입장을 채택했으며, 그의 많은 공개 발언은 태프트의 보수적인 지지자들을 확보하기 위해 고안되었다.
닉슨이 여러 신문으로부터 부유한 캘리포니아 후원자들로부터 신고되지 않은 18,000달러의 "선물"을 받았다는 혐의를 받으면서 잠재적으로 파괴적인 주장이 제기되었다. 아이젠하워와 그의 보좌관들은 닉슨을 후보에서 제외하고 다른 러닝메이트를 선택하는 것을 고려했다. 닉슨은 9월 23일 전국적으로 방영된 연설인 "체커스 연설"에서 이 의혹에 대해 답했다. 이 연설에서 닉슨은 자신에 대한 혐의를 부인하고, 자신의 검소한 재정 자산에 대해 자세히 설명했으며, 아이젠하워의 후보 지명에 대해 찬사를 보냈다. 연설의 하이라이트는 닉슨이 지지자가 자신의 딸들에게 "체커스"라는 이름의 개를 선물했지만, 딸들이 개를 사랑하기 때문에 돌려주지 않을 것이라고 말한 대목이었다. 대중은 이 연설에 압도적인 지지를 보냈고, 아이젠하워는 그를 후보로 유지했다.
결국 진행 중인 6.25 전쟁, 공산주의 위협, 트루먼 행정부 스캔들, 그리고 아이젠하워의 인기라는 부담은 스티븐슨이 극복하기에 너무나 컸다. 아이젠하워는 압도적인 승리를 거두어 일반 투표의 55.2%와 선거인단 442표를 획득했다. 스티븐슨은 일반 투표의 44.5%와 선거인단 89표를 얻었다. 아이젠하워는 남부를 제외한 모든 주에서 승리했으며, 버지니아, 플로리다, 텍사스에서는 재건 종료 이후 두 번째로 공화당이 승리했다. 동시에 치러진 의회 선거에서,
공화당은 하원과 상원의 통제권을 획득했다.

## 행정부
아이젠하워는 복잡한 작전(1944년 유럽 침공과 같은)을 조직하는 데 강한 배경을 가지고 백악관에 입성했다. 그는 이전 어떤 대통령보다 직원 성과 개선과 직무 정의에 주의를 기울였다. 그는 전 주지사였던 셔먼 애덤스를 강력한 비서실장으로 두는 데 특별히 주의를 기울였다.

### 내각
아이젠하워는 내각 인선 권한을 두 명의 측근인 루시우스 D. 클레이와 허버트 브로넬 주니어에게 위임했다. 듀이의 법률 고문이었던 브로넬은 법무부 장관이 되었다. 국무부 장관직은 오랫동안 공화당 외교 정책 대변인이었으며 유엔 헌장과 샌프란시스코 강화조약을 설계하는 데 도움을 주었던 존 포스터 덜레스에게 돌아갔다. 덜레스는 재임 6년 동안 거의 560,000 마일 (901,233 km)를 여행했다. 내각 외에 아이젠하워는 셔먼 애덤스를 백악관 비서실장으로, 대통령의 동생이자 저명한 대학 행정가인 밀턴 S. 아이젠하워를 중요한 고문으로 선정했다. 아이젠하워는 또한 국가안전보장회의의 역할을 격상시켰고, 로버트 커틀러를 초대 국가안보보좌관으로 임명했다.
아이젠하워는 다른 내각 임명을 위해 대기업의 지도자들을 찾았다. 제너럴 모터스의 CEO인 찰스 어윈 윌슨은 아이젠하워의 첫 국방부 장관이었다. 1957년 그는 프록터 앤드 갬블의 사장인 닐 H. 맥엘로이로 교체되었다. 재무부 장관직에는 여러 철강 및 석탄 회사의 CEO인 조지 M. 험프리를 선택했다. 그의 우정청장인 아서 E. 서머필드와 첫 내무부 장관인 더글러스 맥케이는 모두 자동차 유통업자였다. 전 상원의원 신클레어 윅스는 상무부 장관이 되었다. 아이젠하워는 오랜 은행 총재이자 정부 경험이 풍부한 조지프 도지를 예산국 국장으로 임명했다. 그는 내각 수준의 지위를 부여받은 최초의 예산국장이 되었다.
다른 아이젠하워 내각 인사들은 정치적 기반에 대한 후원을 제공했다. 예수 그리스도 후기 성도 교회의 고위 구성원인 에즈라 태프트 벤슨은 농무부 장관으로 선택되었다. 그는 당의 태프트 계파에서 임명된 유일한 인물이었다. 새로운 보건, 교육, 복지부 (HEW)의 첫 장관으로 아이젠하워는 전시 육군 여성 육군단의 수장이었던 오베타 컬프 호비를 임명했다. 그녀는 내각 구성원이 된 두 번째 여성이었다. 민주당원이자 배관공 및 스팀피터스 노조의 회장인 마틴 패트릭 더킨은 노동부 장관으로 선택되었다. 그 결과 아이젠하워의 취임 내각은 "9명의 백만장자와 배관공 한 명"으로 구성되었다는 농담이 생겼다. 아이젠하워의 노동 정책에 불만을 품은 더킨은 취임 1년도 채 되지 않아 사임했고, 제임스 P. 미첼로 교체되었다.
아이젠하워는 1959년 루이스 스트로스를 상무부 장관으로 지명했지만, 오펜하이머 보안 청문회에서의 스트로스의 역할 때문에 미 상원에서 지명이 부결되면서 큰 정치적 패배를 겪었다.

### 부통령직
당파적인 정치와 정치인을 싫어했던 아이젠하워는 공화당을 세우고 유지하는 일의 대부분을 닉슨 부통령에게 맡겼다. 아이젠하워는 트루먼 부통령이 1945년 갑자기 대통령이 되었을 때 원자폭탄과 같은 주요 문제에 대해 얼마나 준비가 되어 있지 않았는지 알고 있었으므로, 닉슨을 행정부에 완전히 참여하도록 했다. 그는 닉슨에게 여러 외교, 국내, 정치적 임무를 부여하여 닉슨이 "아이크의 가장 가치 있는 부하 중 한 명으로 발전했다"고 한다. 부통령직은 이로 인해 사소한 의례적 직책에서 대통령 팀의 주요 역할로 근본적으로 격상되었다. 닉슨은 임무를 훨씬 뛰어넘어 "수백 번의 전국 연설을 통해 주 및 지방 정치에 전념했다. 아이젠하워가 당 건설에 관여하지 않자, 닉슨은 사실상 전국 공화당 지도자가 되었다."

### 기자단
그의 두 임기 동안 그는 약 750번의 연설을 했고 193번의 기자 회견을 가졌다. 1955년 1월 19일, 아이젠하워는 텔레비전 기자 회견을 가진 최초의 대통령이 되었다.
기자들은 기자 회견에서의 연설이 어색하다고 생각했다. 일부는 그가 정보가 부족하거나 단지 꼭두각시에 불과하다고 잘못 결론 내렸다. 때때로 그는 자신의 명성을 이용하여 어려운 문제에 대한 자신의 입장을 의도적으로 불분명하게 만들 수 있었다. 

그의 공보비서 제임스 해거티는 이전 공보비서들보다 대통령의 생활 방식에 대해 훨씬 더 자세한 정보를 제공하는 것으로 유명했다. 예를 들어, 그는 아이젠하워의 건강 상태를 매우 자세하게 다루었다. 대부분의 경우, 그는 대통령 활동에 대한 일일 보고, 대통령 정책 방어, 외교 방문객 지원과 같은 일상적인 업무를 처리했다. 그는 1960년 소련이 미국 스파이 비행기 U-2를 격추한 사건과 같은 당혹스러운 사건들을 처리했다. 그는 아이젠하워의 해외 순방 시 언론 관계를 처리했으며, 때로는 적대적인 외국 언론의 비난을 감수하기도 했다. 아이젠하워는 여론과 복잡한 문제에 대한 표현 방법에 대해 그에게 자주 의존했다. 해거티는 민권 운동을 지지하는 것으로 명성을 얻었다. 역사가 로버트 휴 페럴은 그를 대통령 역사상 최고의 공보비서라고 평가했는데, 그 이유는 그가 "최근 수십 년 동안 국가 최고 직위의 본질을 거의 변화시킨 언론 관계의 단일 혁신을 위해 대통령직을 조직했기 때문"이었다.

### 정부의 연속성
2021년 책 256쪽의 메모에 따르면, 아이젠하워는 일찍이 1956년에 핵 공격과 같은 국가 위기 상황에 대비하여 비상 관리자를 지정했다. 이전에 기밀이었던 메모 "전시 행정부 구조"는 대통령 직속의 전시 자원국을 명시했으며, 여기에는 전시 통신 관리국과 이전에 공개되지 않은 자유 세계 협력국이 포함되었다. 이 메모는 전시 자원국을 이끌 사람(들)을 명시하지 않았다. 2010년 발행된 출판물은 전시 자원국 계획을 확인한다. 이 관리자 지정자들의 선정 및 임명은 최고 비밀로 분류되었다. 비상 상황에서 각 관리자는 특별히 활성화된 기관을 맡아 정부의 연속성을 유지해야 했다. 이 그룹에 지명된 사람들은 다음과 같다.
- 테오도르 F. 쿠프, CBS 부사장 – 비상 검열국
- 프랭크 스탠턴, CBS 사장 – 비상 통신국
- 존 에드 워런, 퍼스트 내셔널 시티 은행 수석 부사장 – 비상 에너지 및 광물국
- 에즈라 태프트 벤슨, 농무부 장관 – 비상 식량국
- 악셀 닐슨, 타이틀 보증 회사 사장 – 비상 주택국
- 제임스 P. 미첼, 노동부 장관 – 비상 인력국
- 해롤드 보센슈타인, 오웬스코닝 파이버글라스 사장 – 비상 생산국
- 윌리엄 맥체스니 마틴, 연방 준비 위원회 의장 – 비상 안정화국
- 프랭크 페이스, 제너럴 다이내믹스 전무이사 – 비상 운송국 (1959년 1월 8일 사임)
- 조지 P. 베이커, 하버드 경영대학원 학장 – 비상 운송국 (1959년 1월 8일 이후)

2024년 연구에 따르면 가능한 핵전쟁 상황에서 사용될 비상 법률의 존재가 밝혀졌다. 국방 자원법으로 알려진 이 법률 문서는 1983년에 의회 기록에 등재되었다. 관련 PDF의 182페이지(인쇄 페이지)에 따르면, 이 법은 통신 검열 및 기타 비상 연방 권한의 설립을 허가할 것이다.
"대통령이 공공 안전이 필요하다고 판단할 때마다, 그는 수시로 제정할 수 있는 규칙 및 규정에 따라 우편, 케이블 라디오, 텔레비전 또는 기타 전송 수단을 통한 통신을 검열할 수 있으며, 이 섹션의 목적상 영토 및 소유물, 파나마 운하 지대, 푸에르토리코 연방, 신탁 통치 지역 및 미국의 관할권 하에 있는 기타 지역을 포함하는 미국 국경을 넘는 통신 또는 외국으로 향하거나 외국에서 오는 선박, 비행기 또는 기타 운송 수단이 미국의 항구 또는 장소에 정박할 때 운반될 수 있는 통신을 검열할 수 있다."

## 사법부 임명

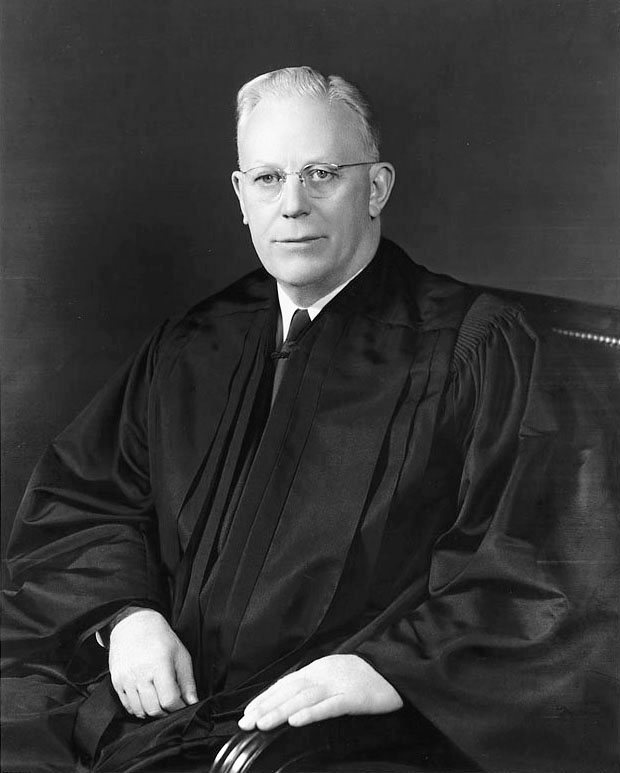
얼 워런, 제14대 미국의 연방 대법원장, 1953년 10월부터 1969년 6월까지 자유주의적인 워런 법원을 주재했다.

아이젠하워는 미국 연방 대법원에 다섯 명의 대법관을 임명했다. 1953년, 아이젠하워는 얼 워런 주지사를 대법원장 프레드 빈슨의 후임으로 지명했다. 많은 보수적인 공화당원들이 워런의 지명에 반대했지만, 그들은 임명을 막을 수 없었고, 워런의 지명은 1954년 1월 상원에서 승인되었다. 워런은 1954년 브라운 대 토피카 교육위원회 재판의 인종 차별 철폐 사건을 시작으로 다양한 주제에 대한 수많은 자유주의적 판결을 내리는 법원을 주재했다. 아이젠하워는 브라운 판결을 승인했다. 1954년 후반 로버트 H. 잭슨의 사망으로 대법원에 또 다른 공석이 생겼고, 아이젠하워는 연방 항소법원 판사 존 마셜 할런 2세를 성공적으로 지명하여 잭슨의 후임이 되었다. 할런은 법원의 보수 블록에 합류하여 펠릭스 프랑크푸르터 대법관의 입장을 자주 지지했다.
1956년 셔먼 민턴이 사임하자 아이젠하워는 주 대법원 판사 윌리엄 J. 브레넌을 대법원에 지명했다. 아이젠하워는 자유주의 성향의 가톨릭 신자인 브레넌의 임명이 자신의 재선 캠페인에 도움이 되기를 바랐다. 조지프 매카시 상원의원과 다른 이들의 반대로 브레넌의 인준이 지연되자 아이젠하워는 1956년 휴회 임명을 통해 브레넌을 법원에 배치했다. 상원은 1957년 초 브레넌의 지명을 승인했다. 브레넌은 워런과 함께 법원의 자유주의 블록의 리더가 되었다. 1957년 스탠리 포먼 리드의 은퇴로 또 다른 공석이 생겼고, 아이젠하워는 연방 항소법원 판사 찰스 에번스 휘터커를 지명했는데, 그는 5년 만에 대법원에서 사임했다. 아이젠하워 재임 기간의 다섯 번째이자 마지막 대법원 공석은 1958년 해럴드 히츠 버튼의 은퇴로 발생했다. 아이젠하워는 연방 항소법원 판사 포터 스튜어트를 버튼의 후임으로 성공적으로 지명했고, 스튜어트는 법원에서 중도파가 되었다.
아이젠하워는 대법원 인선에 주의를 기울였다. 다른 사법부 후보자들은 법무부 장관 허버트 브로넬이 주로 해당 주의 상원의원들과 상의하여 선정했다. 행정부는 미국 항소법원에 45명의 판사를, 미국 지방법원에 129명의 판사를 임명했다. 거의 모든 판사들이 특정 지리적 지역을 담당하도록 임명되었기 때문에, 그들의 지역적 출신은 전국 인구와 일치했다. 모두 백인 남성이었다. 대부분의 판사들은 중상류층 배경을 가지고 있었다. 5명 중 1명은 아이비리그 학부 대학을 졸업했고, 절반은 아이비리그 법학대학원을 졸업했다. 당 소속은 결정적이었다. 남성 중 93%는 공화당원이었고, 7%는 민주당원이었으며, 선출직 정치에서 눈에 띄는 인물은 비교적 적었다. 남성 중 거의 80%는 개신교도였고, 15%는 가톨릭교도였으며, 6%는 유대인이었다.

## 외교

### 냉전

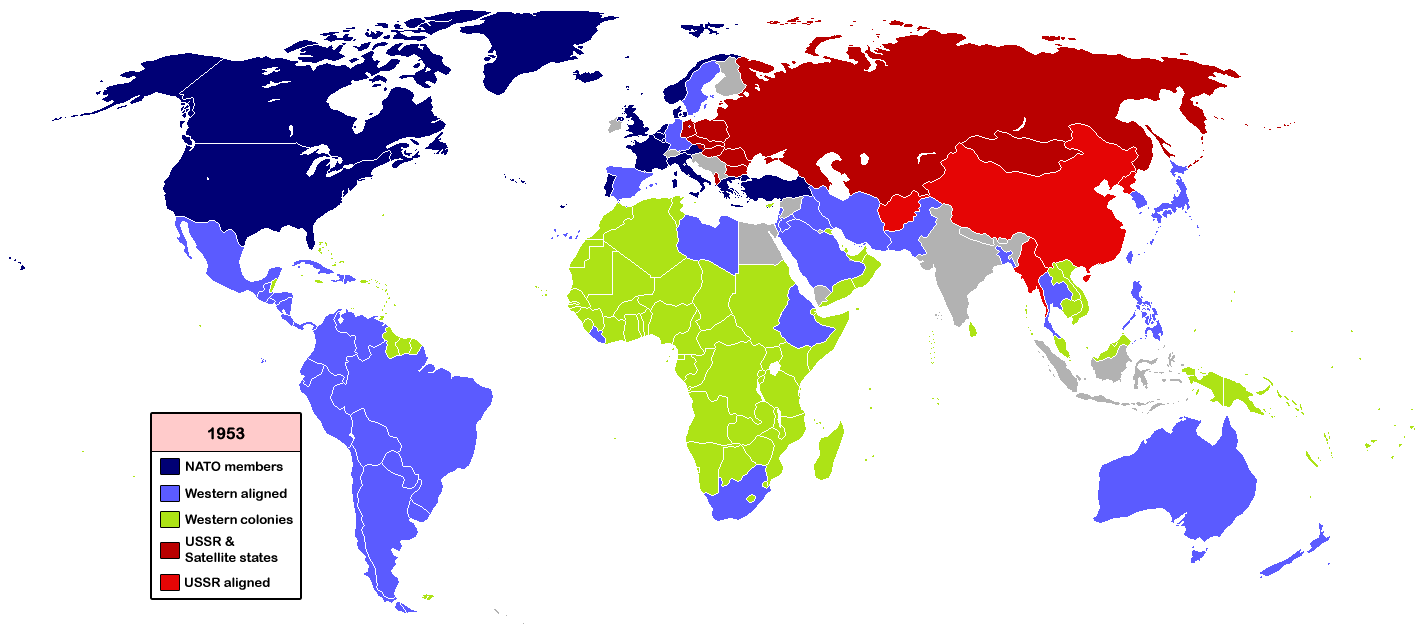
1953년의 지정학적 상황 지도

냉전은 1950년대 국제 정치를 지배했다. 미국과 소련 모두 핵무기를 보유하고 있었기 때문에, 어떤 분쟁이든 핵전쟁으로 확대될 위험을 안고 있었다. 태프트 상원의원이 이끄는 고립주의자들은 유럽 문제에 개입하지 않음으로써 전쟁을 피하려고 했다. 아이젠하워의 1952년 후보 지명은 NATO와 서유럽과의 집단안전보장에 대한 미국의 의존에 반대하는 태프트의 고립주의적 견해에 대한 그의 반대에서 비롯되었다. 아이젠하워는 소련 확장을 봉쇄하는 트루먼 행정부의 기본 정책을 계속했지만, 동유럽의 궁극적인 해방을 시사하는 선전에 대한 우려를 추가했다.
아이젠하워의 전반적인 냉전 정책은 NSC 174에 명시되어 있었는데, 이는 소련의 영향력을 축소하는 것이 장기적인 목표이지만, NATO는 소련과 전쟁을 도발하지 않을 것이라는 내용이었다. 평화는 서유럽을 공격하기 위한 훨씬 더 큰 지상군을 사용할 위험을 결코 감수하지 않을 정도로 소련보다 핵무기 면에서 훨씬 더 강함으로써 유지될 것이었다. 그는 심리학적 통찰, CIA 정보 및 미국의 과학 기술 우위를 동원하여 소련의 재래식 군대에 대항할 계획을 세웠다.
1953년 3월 이오시프 스탈린이 사망한 후, 게오르기 말렌코프가 소련의 지도자가 되었다. 말렌코프는 서방과의 "평화 공존"을 제안했고, 영국 총리 윈스턴 처칠은 세계 정상회담을 제안했다. 정상회담이 서독의 재무장을 지연시키고 말렌코프의 의도에 회의적이라는 우려 때문에 아이젠하워는 정상회담 제안을 거부했다. 4월, 아이젠하워는 "평화를 위한 기회 연설"을 발표했는데, 그는 이 연설에서 한국에서의 휴전, 독일 통일을 위한 자유 선거, 동유럽 국가들의 "완전한 독립", 그리고 유엔의 원자력 통제를 요구했다. 서방에서는 좋은 반응을 얻었지만, 소련 지도부는 아이젠하워의 연설을 선전에 불과하다고 보았다. 1954년, 더욱 대립적인 지도자인 니키타 흐루쇼프가 소련을 장악했다. 아이젠하워는 평화를 위한 원자력 제안(국제 원자력 기구 설립과 평화적인 원자력 발전소 건설을 촉구하는 제안)을 소련이 지지하지 않자, 소련과의 협력 가능성에 대해 점점 더 회의적이 되었다.

#### 국가 안보 정책

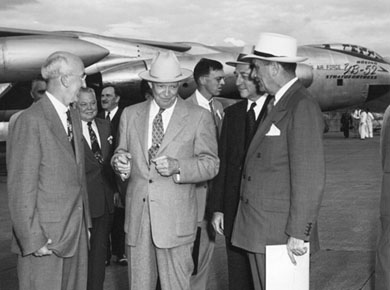
아이젠하워와 내각 구성원들이 1954년경 B-52의 YB-52 시제품을 검사하는 모습

아이젠하워는 1953년 10월 30일 그의 첫 국가 안보 정책인 신안보정책을 발표했다. 이는 미국의 냉전 군사적 약속과 국가 재정 자원을 압도할 위험 사이의 균형을 맞추려는 그의 우려를 반영한 것이었다. 새로운 정책은 재래식 군사력보다는 전략적 핵무기에 의존하여 재래식 및 핵 군사적 위협을 모두 억제하는 것을 강조했다. 미군은 지상 기반 대륙간 탄도 미사일(ICBM), 전략폭격기, 잠수함 발사 탄도 미사일(SLBM)의 삼위일체를 기반으로 한 핵 억제 전략을 개발했다. 재임 기간 내내 아이젠하워는 소련과의 핵전쟁에 대응하고 싸우며 승리할 계획을 고수했지만, 그런 무기를 사용해야 할 상황이 오지 않기를 바랐다.
한국에서의 전투가 끝나자 아이젠하워는 값비싼 육군 사단에 대한 의존도를 급격히 줄였다. 역사가 사키 도크릴은 그의 장기 전략이 NATO와 다른 미국 동맹국들의 집단 안보를 증진하고, 소련의 압력에 대항하여 제3세계를 강화하며, 또 다른 한국의 교착 상태를 피하고, 소련의 힘과 영향력을 꾸준히 약화시킬 동력을 만들어내는 것이었다고 주장했다. 도크릴은 소련에 대항하는 아이젠하워의 다양한 자산 사용을 지적했다.
아이젠하워는 미국이 소련 블록에 대한 영향력으로 전환될 수 있는 다른 많은 자산을 가지고 있음을 알고 있었다. 즉, 미국의 민주적 가치와 제도, 풍부하고 경쟁적인 자본주의 경제, 적의 능력과 의도에 대한 정보를 얻는 정보 기술과 기술, 심리전과 비밀 작전 능력, 협상 기술, 그리고 제3세계에 대한 경제 및 군사 지원 등이 그러했다.
1953년 아이젠하워 행정부의 국가안전보장회의는 중화인민공화국에 반대하는 세 가지 정책 문서를 작성했다.(p. 88) NSC 146은 중화민국의 해상 공격과 중국 본토에 대한 공격을 지원하는 것을 제안했다.(p. 88) NSC 148은 국내외에서 반공 중국 세력을 육성하고 지원할 것을 제안했다.(p. 88) NSC 166은 어떠한 양보도 중화인민공화국을 강화할 것이라는 견해에 따라 중화인민공화국이 국제 사회에서 완전한 지위를 얻는 것을 거부하는 전략을 제안했다.(p. 88)

#### 탄도 미사일과 군비 통제

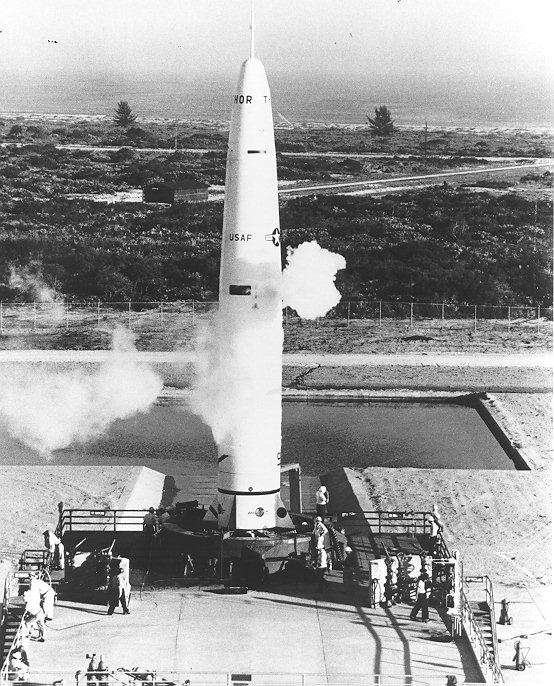
1957년 1월 25일 케네디 우주 센터 발사 단지 17B에서 PGM-17 토르의 첫 시험 발사

아이젠하워는 미국과 소련 모두 서로 뿐만 아니라 지구상의 모든 생명체를 파괴할 수 있는 핵 비축량을 개발하던 시기에 재임했다. 미국은 1945년에 첫 원자폭탄을 시험했고, 두 초강대국 모두 1953년 말까지 수소폭탄을 시험했다. 전략폭격기는 이전 핵무기의 운반 수단이었지만, 아이젠하워는 지상 발사 핵 미사일, 핵 미사일 무장 잠수함, 전략 항공기로 구성된 핵 삼위일체를 만들려고 했다. 1950년대 내내 미국과 소련은 핵탄두를 운반할 수 있는 대륙간 탄도 미사일(ICBM)과 중거리 탄도 미사일(IRBM)을 개발했다. 아이젠하워는 또한 잠수함에서 발사할 수 있는 UGM-27 폴라리스 미사일의 개발을 주재했으며, 보잉 B-52 스트래토포트리스와 같은 장거리 폭격기에 대한 자금 지원을 계속했다.
1956년 1월 미국 공군은 1,500 마일 (2,400 km) 중거리 탄도 미사일인 토르를 개발하기 시작했다. 이 프로그램은 빠르게 진행되었고, 1958년부터 20개 영국 왕립 공군 토르 비행대 중 첫 번째 비행대가 영국에서 운용되기 시작했다. 이것은 NATO에서 전략 핵무기를 공유하려는 첫 번째 실험이었고, 미국 핵무기의 다른 해외 배치로 이어졌다. 당시 존 F. 케네디 민주당 상원의원이 이끄는 비판론자들은 미국이 우주 경쟁에서 뒤처졌기 때문에 소련보다 군사적으로 뒤처졌다는 "미사일 격차" 주장을 제기했다. 역사가들은 이제 이러한 주장을 일축하지만, 아이젠하워가 비판론자들에게 효과적으로 대응하지 못했다는 점에는 동의한다. 사실, 소련은 아이젠하워 퇴임 이후에야 ICBM을 배치했고, 미국은 핵무기에서 전반적인 우위를 유지했다. 아이젠하워는 1956년에 소련 상공을 비행하기 시작한 U-2기를 통해 수집된 정보 때문에 ICBM 개발에서 미국의 우위를 알고 있었다.
행정부는 핵무기 확산을 최소화하는 가장 좋은 방법은 일반 우라늄을 무기급 우라늄으로 바꾸는 데 필수적인 원심 분리기 기술에 대한 지식을 엄격하게 통제하는 것이라고 결정했다. 1960년까지 미국 외교관들은 독일, 네덜란드, 영국 정부와 이 기술에 대한 접근을 제한하는 합의에 도달했다. 가스 원심 분리기 기밀에 대한 4개국 간의 이해는 1975년 압둘 카디르 칸 과학자가 네덜란드 원심 분리기 기술을 파키스탄으로 가져갈 때까지 지속되었다. 프랑스는 자체적인 핵 프로그램 개발에 미국의 도움을 요청했지만, 아이젠하워는 프랑스의 불안정성과 샤를 드골 프랑스 지도자에 대한 불신 때문에 이러한 제안을 거부했다.

### 6.25 전쟁 종전

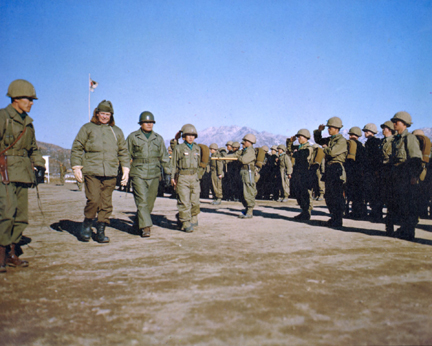
아이젠하워(왼쪽)가 1952년 12월 대한민국 수도사단 병력을 사열하는 모습

선거 운동 기간 동안 아이젠하워는 1950년 6월 25일 북한과 독재자 김일성이 남한을 침공하면서 시작된 6.25 전쟁을 끝내기 위해 한국으로 갈 것이라고 말했다. 미국은 남한의 함락을 막기 위해 전쟁에 참여했으며, 나중에 북한의 공산주의 정권에 대한 승리를 포함하도록 임무를 확대했다. 1950년 말 중국군의 개입으로 38선 부근에서 장기적인 교착 상태가 이어졌다.
트루먼은 1951년 중반 평화 회담을 시작했지만, 북한과 중국 포로 문제는 여전히 난제였다. 두 나라의 포로 4만 명 이상이 송환을 거부했지만, 북한과 중국은 그럼에도 불구하고 그들의 송환을 요구했다. 취임 후 아이젠하워는 해결책을 요구하며 전쟁이 계속되면 핵무기를 사용할 것이라고 중국에 경고했다. 중국이 핵무기 사용 가능성을 통보받았는지는 알 수 없다. 이승만 한국 지도자는 송환을 거부하는 북한 포로들을 석방함으로써 평화 협상을 방해하려 했지만, 아이젠하워가 한국에서 모든 미군을 철수하겠다고 위협하자 휴전에 동의했다. 1953년 7월 27일, 미국, 북한, 중국은 한국 휴전 협정에 합의하여 6.25 전쟁을 종결시켰다. 역사가 에드워드 C. 키퍼는 포로들이 본국으로 돌아가기를 거부할 수 있다는 미국의 요구를 수용한 것은 "중국과 북한이 쓰디쓴 약을 삼켰으며, 아마도 핵 최후통첩 때문에 부분적으로 강요되었을 것"이라고 말한다. 역사가 윌리엄 I. 히치콕은 휴전에 이르는 핵심 요인이 북한군의 피로와 소련 지도부(중국에 압력을 가함)가 핵전쟁을 피하려는 열망이었다고 썼다.
휴전은 북한과 남한 간의 수십 년간의 불안한 평화로 이어졌다. 미국과 남한은 1953년 10월 한미상호방위조약을 체결했고, 미국은 6.25 전쟁 종료 후에도 수천 명의 병력을 남한에 계속 주둔시켰다.

### 비밀 작전

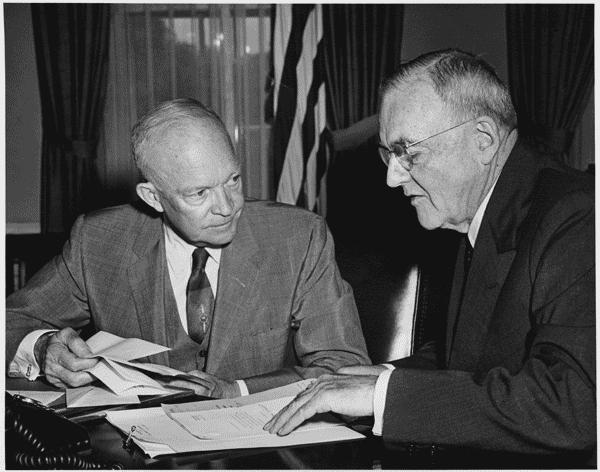
아이젠하워 대통령(왼쪽, 1956년 사진)과 존 포스터 덜레스 미국 국무부 장관. 1954년 과테말라 쿠데타의 지지자이다.

아이젠하워는 봉쇄 독트린을 수용하면서도 국방부 보고서 NSC 68에 상세히 설명된 더 적극적인 수단을 통해 소련에 대항하려고 했다. 아이젠하워 행정부와 CIA는 해외 정부에 개입하기 위해 비밀 작전을 사용했다. 비밀 작전의 초기 사용은 선출된 이란 총리 모하마드 모사데그에 대항하여 1953년 이란 쿠데타(또는 아약스 작전)로 이어졌다.
1951년 이란 의회는 영국의 석유 산업을 통제하는 영국 기업인 앵글로-이란 석유 회사를 국유화했다. 영국 총리 윈스턴 처칠은 아이젠하워 행정부에 모사데그가 친소련 투데당에 의존하게 되어 이란이 냉전의 높은 공포 시기에 "점점 공산주의로" 그리고 소련의 영향권으로 기울어질 것이라고 제안했다. 이 비밀 작전의 여파로 새로운 합의는 미국 기업들에게 이란 석유 산업에서 영국과 동등한 지분을 부여했다.
CIA는 또한 1954년 과테말라 쿠데타(또는 PBSuccess 작전)를 선동했다. 하코보 아르벤스 구스만 대통령의 야심찬 농지 개혁 프로그램은 수백만 명의 토지 없는 농민들에게 토지를 부여하려 했다. 이 프로그램은 유나이티드 프루트 컴퍼니의 토지 소유권을 위협했다. 아르벤스가 공산주의 체코슬로바키아로부터 무기를 구매하자 미국의 우려는 더욱 커졌다. 이 무기 선적은 CIA에 의해 미국의 뒷마당에 대한 소련의 간섭으로 묘사되었고, CIA가 쿠데타를 시작하는 최종적인 촉매제로 작용했다. 1954년 6월, CIA는 반혁명군이 아르벤스를 권좌에서 제거하는 것을 도왔다. CIA는 그 후 카를로스 카스티요 아르마스가 1954년 7월 대통령으로 확정되는 것으로 끝나는 일련의 권력 이양을 조작했다. 비판론자들은 원인 요인에 대한 음모론을 제시했지만, 역사가 스티븐 M. 스트리터에 따르면, CIA 문서는 유나이티드 프루트 컴퍼니가 아이젠하워의 결정에 주요한 역할을 하지 않았고, 아이젠하워 행정부가 어떤 로비 단체의 압력을 받을 필요가 없었으며, 과테말라에 대한 소련의 영향력은 미미했다고 보여준다.
파트리스 루뭄바가 콩고 민주 공화국 총리로 선출되고 콩고 위기 동안 소련의 지원을 수용하자, CIA는 "또 다른 쿠바의 가능성"을 보았다. 이러한 견해는 백악관을 흔들었다. 아이젠하워 대통령은 1960년 8월 18일 국가안전보장회의 회의에서 루뭄바 암살 계획을 논의했다. 그러나 그를 독살하려는 계획은 포기되었다. 기밀 해제된 문서에 따르면, 루뭄바를 전복시키고 카탕가 당국에 넘긴 콩고 지도자들, 즉 모부투 세세 세코와 조제프 카사부부는 CIA로부터 직접 돈과 무기를 받았다.

### 브리커 수정안 저지
1953년 1월, 오하이오주 상원의원 존 W. 브리커는 대통령의 조약 체결 권한과 외국과의 행정 협정 체결 능력을 제한하는 브리커 수정안을 다시 발의했다. 제2차 세계대전 이후 미국이 체결한 끊임없는 국제 조약과 행정 협정이 국가의 주권을 훼손하고 있다는 우려가 고립주의자들, 보수적인 민주당원들, 대부분의 공화당원들, 그리고 수많은 전문 집단과 시민 단체들을 수정안 뒤에 단결시켰다. 이 수정안이 미국이 세계 무대에서 리더십을 행사할 수 없을 정도로 대통령을 약화시킬 것이라고 믿은 아이젠하워는 린든 B. 존슨 상원 소수당 원내대표와 협력하여 브리커의 제안을 물리쳤다. 이 수정안은 56명의 공동 발의자로 시작했지만, 1954년 미 상원에서 42대 50으로 부결되었다. 1954년 후반, 완화된 버전의 수정안은 상원에서 필요한 3분의 2 다수에서 한 표가 부족하여 통과되지 못했다. 이 사건은 고립주의 공화당원들에게 마지막 성공으로 판명되었는데, 젊은 보수주의자들은 배리 골드워터 상원의원이 대표하는 공격적인 반공주의에 기반한 국제주의로 점점 더 전환했기 때문이다.

### 유럽
아이젠하워는 NATO 동맹국들과 방위 책임을 공유함으로써 유럽 주둔 병력 감축을 모색했다. 그러나 유럽 국가들은 핵 억지력 개념을 완전히 신뢰하지 않았고, 제안된 유럽 방위 공동체(EDC)로 NATO에서 벗어나는 것을 주저했다. 트루먼과 마찬가지로 아이젠하워도 서독의 재무장이 NATO의 전략적 이익에 필수적이라고 믿었다. 행정부는 처칠과 영국 외무장관 앤서니 이든이 고안한 협정을 지지했는데, 이 협정에 따라 서독은 재무장하여 NATO의 완전한 주권 회원국이 되었고, 원자, 생물, 화학 무기 프로그램을 설치하지 않겠다는 약속을 했다. 유럽 지도자들은 또한 유럽 방위를 조율하기 위해 서유럽 연합을 창설했다. 서독이 NATO에 통합된 것에 대응하여 동구권 지도자들은 바르샤바 조약 기구를 설립했다. 소련과 서방 강대국에 의해 공동 점령되었던 오스트리아는 1955년 오스트리아 국가 조약으로 주권을 회복했다. 점령을 끝내는 합의의 일환으로 오스트리아는 독립 후 중립을 선언했다.
아이젠하워 행정부는 동유럽에 대한 소련의 영향력을 약화시키는 것을 최우선 과제로 삼았고, 찰스 더글러스 잭슨의 지도 아래 선전전을 확대했다. 미국은 1951년부터 1956년까지 동유럽에 30만 개 이상의 선전 전단지를 살포했으며, 자유유럽방송은 지역 전역에 방송을 송출했다. 1953년 동독 봉기는 소련 영향력 감소에 대한 행정부의 희망을 잠시 불태웠지만, 소련은 빠르게 봉기를 진압했다. 1956년, 헝가리에서 대규모 봉기가 일어났다. 너지 임레 헝가리 지도자가 다당제 민주주의와 바르샤바 조약 기구 탈퇴를 약속하자, 소련 지도자 니키타 흐루쇼프는 6만 명의 병력을 헝가리에 파견하여 반란을 진압했다. 미국은 군사적 대응을 강력히 비난했지만 직접적인 조치를 취하지 않았고, 이는 많은 헝가리 혁명가들을 실망시켰다. 혁명 이후, 미국은 봉기 조장 정책에서 공산주의 정권을 약화시키기 위한 문화적, 경제적 관계 모색으로 전환했다. 행정부의 문화 외교 이니셔티브 중에는 제7군 심포니 오케스트라의 "군인-음악가 대사"들의 지속적인 친선 투어가 있었다.
1953년, 아이젠하워는 독재자 프란시스코 프랑코 치하의 스페인과 관계를 시작했다. 스페인의 비민주적 성격에도 불구하고 냉전과 반공주의적 입장을 고려한 스페인의 전략적 위치는 아이젠하워가 마드리드 협정을 통해 스페인과 무역 및 군사 동맹을 맺도록 이끌었다. 이러한 관계는 제2차 세계 대전 이후 스페인의 고립을 종식시켰고, 이는 스페인 기적으로 알려진 스페인의 경제 호황으로 이어졌다.

### 동아시아 및 동남아시아

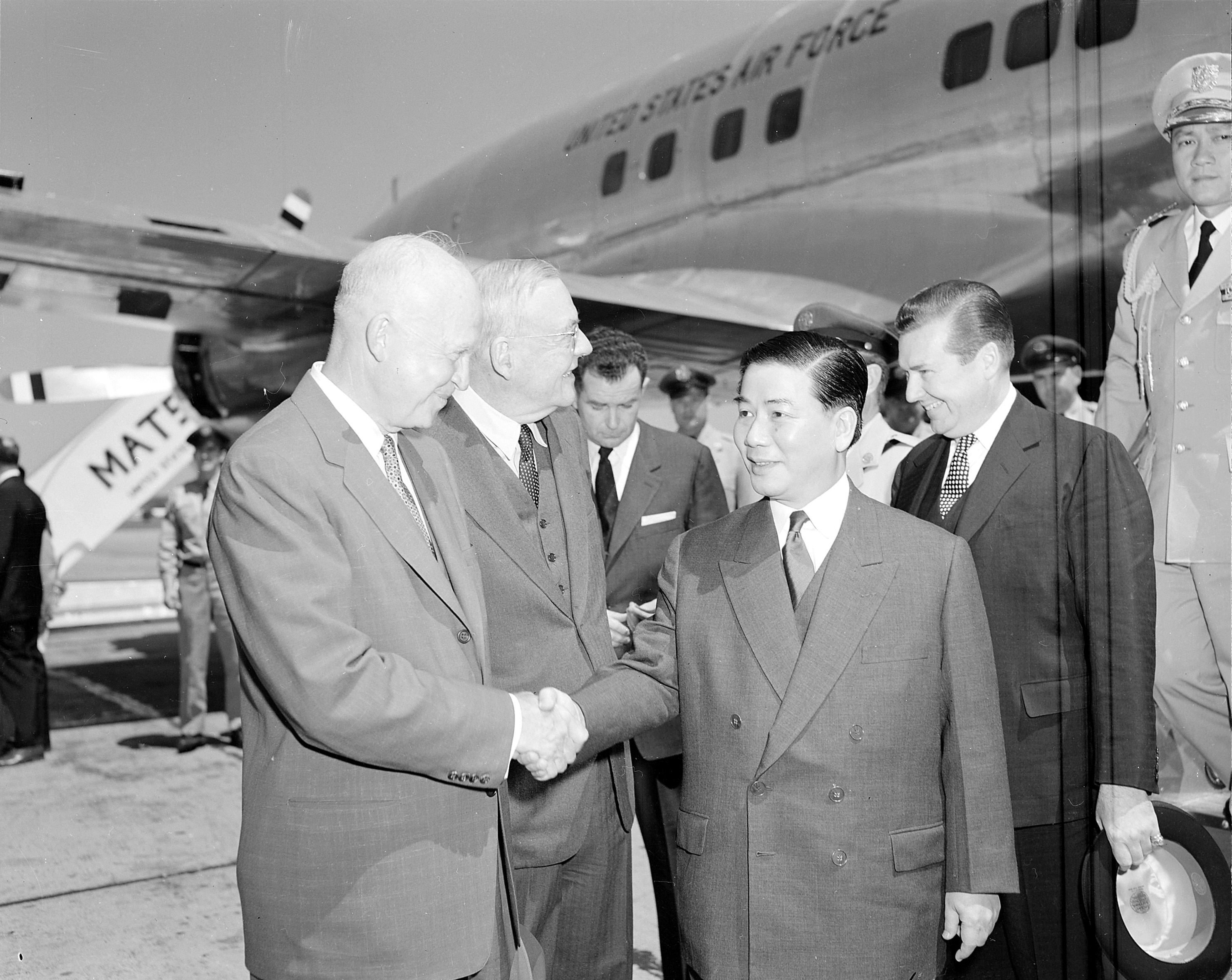
1957년 5월 아이젠하워 대통령과 존 포스터 덜레스 국무장관이 베트남 공화국의 응오딘지엠 대통령을 맞이하는 모습

제2차 세계대전이 끝난 후, 베트민은 프랑스가 지원하는 베트남국에 대항하여 봉기를 일으켰다. 프랑스를 지원하고 베트남의 공산주의 침략을 막기 위해 미국은 베트남에서 프랑스의 군사 작전 자금 조달에 중요한 역할을 했다. 1954년까지 아이젠하워 행정부는 제1차 인도차이나 전쟁에서 프랑스 군사비의 75% 이상을 지불하고 있었다. 프랑스는 전쟁의 결정적인 전투로 판명된 디엔비엔푸 전투에서 미국의 지원을 요청했다. 개입에 대한 대중의 지지를 얻기 위해 아이젠하워는 도미노 이론을 주장했는데, 이는 베트남의 함락이 다른 나라들의 공산주의로의 함락으로 이어질 것이라는 내용이었다. 의회는 영국의 참여와 프랑스가 베트남에 독립을 부여하겠다는 약속 없이는 개입을 승인하지 않았다. 프랑스는 1954년 5월 7일 디엔비엔푸에서 패배했다. 동시대의 1954년 제네바 회담에서 덜레스는 중국과 소련 지도자들을 설득하여 베트민 지도자들이 베트남의 임시 분할을 수용하도록 압력을 가했고, 이 나라는 호찌민이 이끄는 공산주의 북부와 응오딘지엠이 이끄는 비공산주의 남부로 분할되었다. 디엠 정부의 힘에 대한 일부 의심에도 불구하고, 아이젠하워 행정부는 추가적인 공산주의 확장에 대한 방어선을 구축하기 위해 남부에 지원을 보냈다. 아이젠하워의 승인 하에 디엠은 제네바 회담에서 그의 행정부가 동의한 조건에 위배되는 1956년에 예정된 베트남 통일 선거를 거부했다. 그 후 몇 년 동안 아이젠하워는 남베트남 주둔 군사고문의 수를 900명으로 늘렸다.

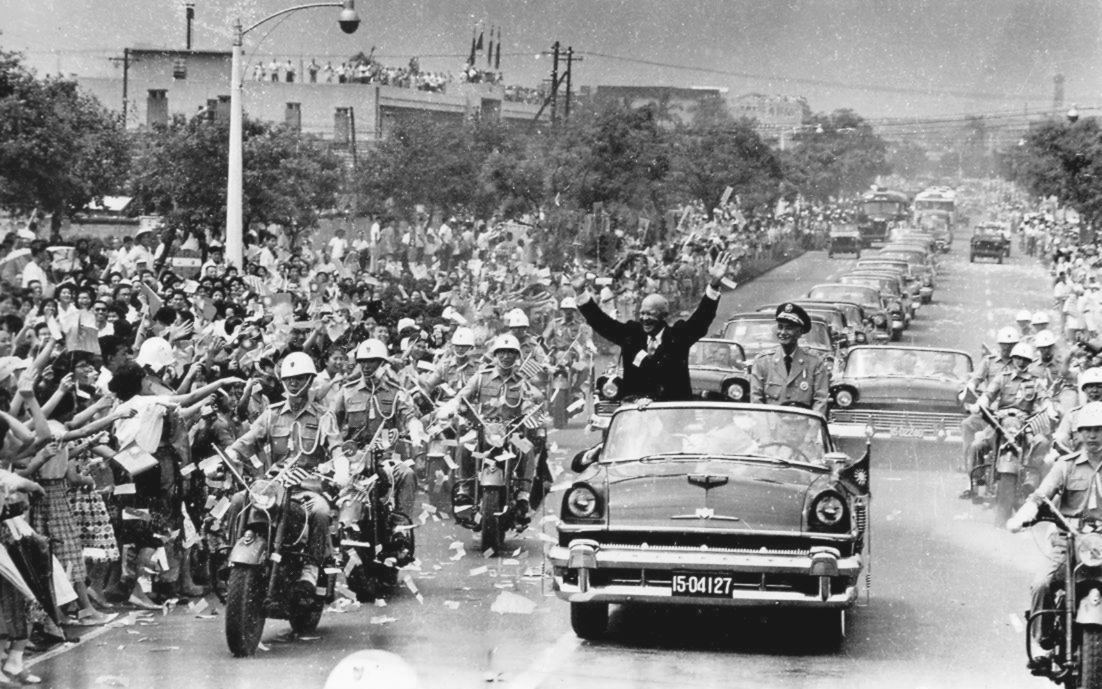
1960년 6월 타이베이 방문 중 중화민국 총통 장제스와 함께 있는 아이젠하워

아이젠하워의 남베트남 개입은 동아시아에서 중국과 소련을 봉쇄하기 위한 더 광범위한 프로그램의 일환이었다. 1954년, 미국과 7개국은 동남아시아 조약 기구(SEATO)를 창설했는데, 이는 동남아시아에서 공산주의 확산을 막기 위한 방위 동맹이었다. 1954년 9월, 중국은 ROC가 통제하는 진먼과 마쭈 섬을 포격하기 시작했다. 이 포격은 아이젠하워가 ROC가 통제하는 본토인 타이완 침공을 막기 위해 전술 핵무기를 사용하는 것을 고려하면서 거의 핵전쟁으로 확대될 뻔했다. 제1차 대만 해협 위기는 중국이 포격을 중단하고 양측이 외교 회담에 동의하면서 끝났으며, 1958년 두 번째 위기도 비슷한 방식으로 끝났다. 첫 번째 위기 동안 미국과 ROC는 상호 방위 조약을 체결하여 미국이 대만을 방어하는 데 전념했다. CIA는 또한 1959년 티베트 봉기에서 반대파를 지원했지만, 중국은 봉기를 진압했다. 1954년 말까지 국가안보회의, 합동참모본부, 국무부는 아이젠하워에게 적어도 5번 이상 중국에 원자폭탄을 투하하도록 촉구했지만, 그는 매번 거부했다.
인도네시아에서 1958년 2월 수마트라섬과 술라웨시섬의 반군이 PRRI-페르메스타 운동을 결성하여 수카르노 정부를 전복시키려 했다. 그들은 반공주의적 수사로 인해 CIA로부터 돈, 무기, 인력을 지원받았다. 이 지원은 1958년 4월 암본에 대한 폭격 후 미국 조종사 앨런 로렌스 포프가 격추되면서 끝났다. 1958년 4월, 중앙 정부는 반군 수도인 파당과 마나도에 대한 공중 및 해상 군사 침공으로 대응했다. 1958년 말까지 반군이 군사적으로 패배했고, 남은 반군 게릴라군은 1961년 8월에 항복했다.

### 중동
중동은 1950년대 미국 외교 정책에서 점점 더 중요해졌다. 1953년 이란 쿠데타 이후 미국은 이란의 가장 영향력 있는 동맹국으로서 영국을 대체했다. 아이젠하워는 터키, 이란, 이라크, 파키스탄으로 구성된 군사 동맹인 바그다드 조약의 창설을 장려했다. 다른 여러 지역에서 그랬듯이 아이젠하워 행정부는 아랍 세계에서 안정적이고 우호적인 반공 정권을 수립하려고 했다. 미국은 아랍-이스라엘 분쟁을 중재하려고 노력했지만, 이스라엘이 1948년 아랍-이스라엘 전쟁에서 얻은 영토를 포기하려 하지 않고 이스라엘에 대한 아랍의 적대감 때문에 어떤 합의도 이루어지지 않았다.

#### 수에즈 위기

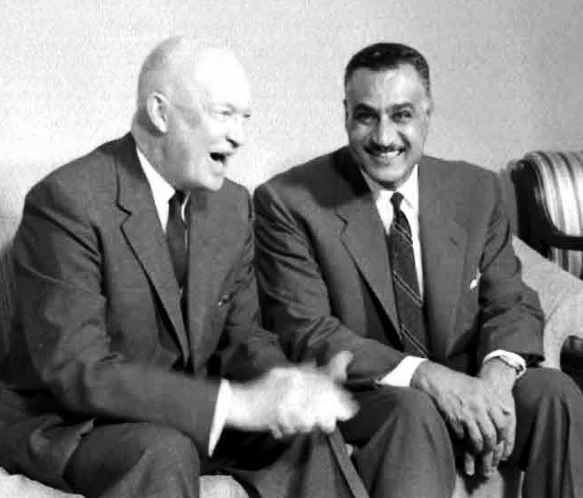
1960년 9월 뉴욕 유엔 방문 중 가말 압델 나세르 이집트 대통령과 만난 아이젠하워

1952년, 가말 압델 나세르가 이끄는 혁명으로 친영 이집트 정부가 전복되었다. 1954년 총리로 집권한 나세르는 소련과 미국을 서로 이용하여 양측으로부터 원조를 구했다. 아이젠하워는 경제 원조를 통해 나세르를 미국의 영향권으로 끌어들이려 했지만, 나세르의 아랍 민족주의와 이스라엘에 대한 반대는 미국과 이집트 간의 마찰의 원인이 되었다. 나세르의 주요 목표 중 하나는 막대한 수력 전력을 제공하고 이집트의 많은 지역을 관개하는 데 도움이 될 아스완 댐 건설이었다. 아이젠하워는 댐 건설 자금을 위한 미국의 원조를 다른 외교 정책 분야에서 지렛대로 사용하려고 했지만, 원조 협상은 결렬되었다. 1956년 7월, 원조 협상이 결렬된 지 불과 일주일 만에 나세르는 영국이 운영하던 수에즈 운하를 국유화했고, 이는 수에즈 위기를 촉발했다.
영국은 국유화에 강력히 항의하며 프랑스, 이스라엘과 함께 운하를 점령할 계획을 세웠다. 아이젠하워는 군사 개입에 반대했으며, 앤서니 이든 영국 총리에게 미국이 침략을 용납하지 않을 것이라고 여러 번 말했다. 운하 국유화에 반대했지만, 아이젠하워는 군사 개입이 세계 무역을 방해하고 중동 국가들을 서방에서 멀어지게 할 것을 우려했다. 이스라엘은 1956년 10월 이집트를 공격하여 시나이반도를 빠르게 장악했다. 나세르가 이집트의 운하 국유화를 철회하는 것을 거부하자 프랑스와 영국은 공습 및 해군 공격을 시작했다. 나세르는 수십 척의 선박을 침몰시켜 운하 운영을 방해하는 것으로 대응했다. 아랍 국가들이 소련의 품으로 넘어갈 위험이 있는 공격에 분노한 아이젠하워 행정부는 휴전을 제안하고 경제적 압력을 사용하여 프랑스와 영국을 철수하도록 강제했다. 이 사건은 중동에서 영국과 프랑스의 지배력의 종식을 알리고 이 지역에서 미국의 더 큰 개입의 길을 열었다. 1958년 초, 아이젠하워는 이스라엘이 시나이반도에서 철수하도록 경제 제재 위협을 사용했고, 수에즈 운하는 이집트의 통제 아래 재개되었다.

#### 아이젠하워 독트린

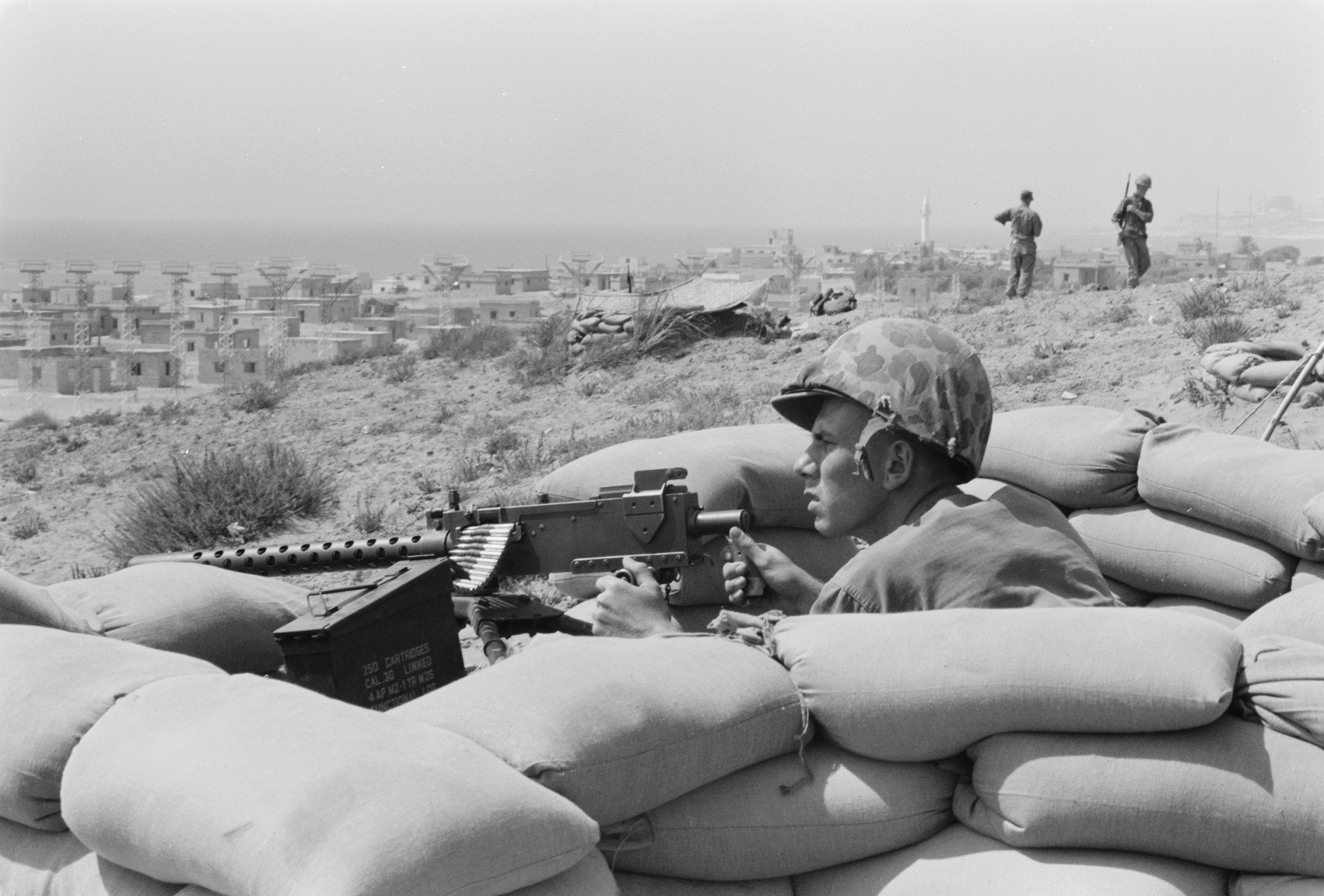
1958년 레바논 위기 당시 베이루트 외곽 참호에 있는 미 해병대원

수에즈 위기 이후 중동의 권력 공백에 대응하여 아이젠하워 행정부는 소련의 위협이나 내부 혼란에 대비하여 지역을 안정화하기 위한 새로운 정책을 개발했다. 영국의 위신 추락과 이 지역에 대한 소련의 관심 증가를 고려할 때, 대통령은 1957년 1월 5일 의회에 미국이 중동의 안보에 대한 새로운 책임을 수용하는 것이 필수적이라고 통보했다. 아이젠하워 독트린으로 알려진 이 정책에 따라, 중동 국가는 무장 침략의 위협을 받을 경우 미국의 경제 지원 또는 미군 병력의 지원을 요청할 수 있었다. 아이젠하워는 주요 아랍 국가나 이스라엘을 이 독트린에 동의하도록 설득하는 데 어려움을 겪었지만, 요르단 왕국을 강화하기 위해 경제 원조를 제공하고, 시리아의 이웃 국가들에게 군사 작전을 고려하도록 장려하며, 레바논에 미군을 파견하여 급진적인 혁명이 그 나라를 휩쓰는 것을 막음으로써 새로운 독트린을 적용했다. 레바논에 파견된 병력은 전투를 경험하지 않았지만, 이 파병은 아이젠하워 재임 기간 동안 미군이 잠재적인 전투 상황에 해외로 파견된 유일한 사례였다.
더글러스 리틀은 워싱턴의 군사력 사용 결정이 레바논의 지친 친서방 보수 정권을 지원하고, 나세르의 범아랍주의를 격퇴하며, 석유가 풍부한 지역에서 소련의 영향력을 제한하려는 의지에서 비롯되었다고 주장한다. 그러나 리틀은 불필요한 미국의 조치가 레바논의 취약한 다민족 정치 연합을 훼손하고 지역 전반의 아랍 민족주의를 소외시키는 등 부정적인 장기적 결과를 초래했다고 결론짓는다. 친미적인 요르단의 후세인 국왕을 유지하기 위해 CIA는 매년 수백만 달러의 보조금을 보냈다. 1950년대 중반 미국은 레바논, 이라크, 터키, 사우디아라비아의 동맹국들을 지원하고 시리아 근처에 함대를 파견했다. 그러나 1958년은 미국의 외교 정책에서 어려운 해가 되었다. 1958년 시리아와 이집트가 "아랍 연합 공화국"으로 통합되었고, 레바논에서는 반미 및 반정부 봉기가 발생하여 레바논 대통령 샤문이 미국에 도움을 요청했으며, 친미적인 이라크의 파이살 2세 국왕은 민족주의 군 장교 그룹에 의해 전복되었다. "나세르가 레바논의 불안을 선동하고, 어쩌면 이라크 혁명을 계획하는 데 도움을 주었다"고 상당히 "널리 믿어졌다."
미국의 원조가 레바논과 요르단이 혁명을 피하는 데 도움이 되었지만, 아이젠하워 독트린은 나세르의 아랍 민족주의자로서의 위상을 높였다. 시리아에 대한 미국의 서투른 개입의 부분적인 결과로, 나세르는 이집트와 시리아 간의 정치적 연합인 단명한 아랍 연합 공화국을 수립했다. 미국은 또한 1958년 이라크 쿠데타로 인해 우호적인 중동 정부를 잃었는데, 이 쿠데타로 파이살 2세 국왕이 압둘 카림 카심 장군으로 교체되어 이라크의 지도자가 되었다.

### 남아시아
1947년 인도 분할로 인해 영국령 인도는 인도와 파키스탄이라는 두 개의 새로운 독립 국가로 나뉘었다. 인도 총리 자와할랄 네루는 냉전에서 비동맹 정책을 추구했으며, 종종 미국의 정책을 비판했다. 주로 더 인구가 많은 인도에 대항하여 군사력을 증강하려는 열망 때문에 파키스탄은 미국과 긴밀한 관계를 추구하며 바그다드 조약과 동남아시아 조약 기구에 모두 가입했다. 이 미-파키스탄 동맹은 인도를 미국과 멀어지게 하여 인도가 소련 쪽으로 기울게 만들었다. 1950년대 후반, 아이젠하워 행정부는 인도와 더 긴밀한 관계를 추구했으며, 1957년 인도 경제 위기를 막기 위해 원조를 보냈다. 미국은 또한 1959년 뉴델리에서 열린 세계 농업 박람회에 참가하여 가장 큰 전시관 중 하나를 세우고, 미국의 농업 기계와 다양한 포장 식품을 선보였다. 아이젠하워는 라젠드라 프라사드 인도 대통령과 함께 미국 전시관을 개관했다. 그의 행정부 말기까지 미국과 인도 간의 관계는 어느 정도 개선되었지만, 파키스탄은 남아시아에서 미국의 주요 동맹국으로 남아 있었다.

### 라틴 아메리카

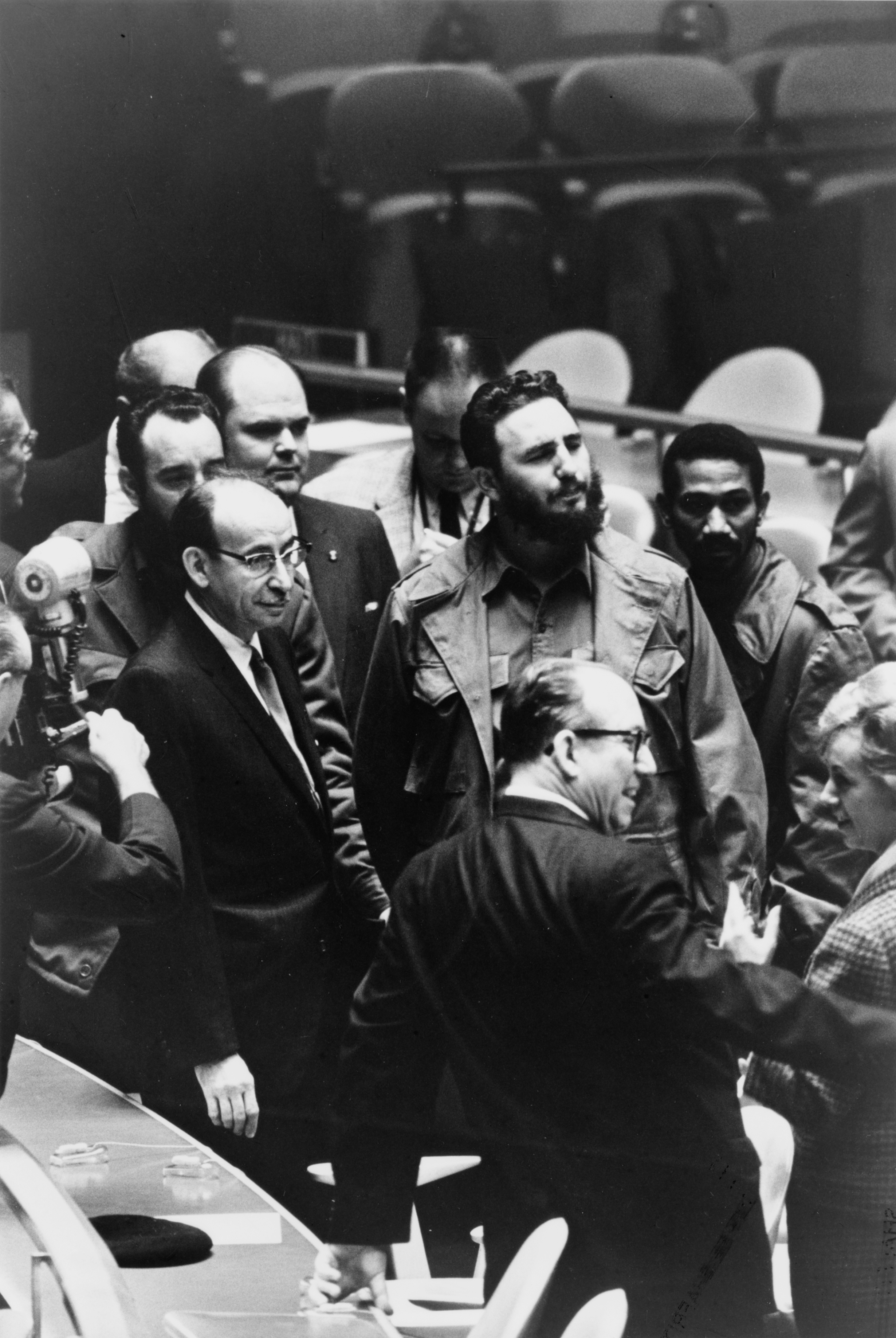
1960년 유엔 총회 회의에서 피델 카스트로 (중앙)

아이젠하워 행정부의 대부분 기간 동안 아이젠하워는 라틴 아메리카에서 그의 전임자들의 정책을 대체로 계속했는데, 권위주의적 수단을 통해 권력을 잡았는지 여부에 관계없이 친미 정부를 지지했다. 아이젠하워 행정부는 라틴 아메리카에 대한 군사 원조를 확대했고, 소련의 영향력 확산을 막기 위한 도구로 범아메리카주의를 사용했다. 1950년대 후반, 미국의 경기 침체로 인해 몇몇 라틴 아메리카 정부가 무너졌다.
쿠바는 특히 1957년 아이티 독재자가 된 프랑수아 뒤발리에의 행정부 하의 윈드워드 해협 근처 아이티 해안에서 미국과 가까웠으며, 1950년대 후반에는 매년 30만 명의 미국 관광객이 쿠바를 방문했다. 풀헨시오 바티스타 쿠바 대통령은 미국 정부와 주요 미국 기업 모두와 긴밀한 관계를 추구했으며, 미국 조직범죄 또한 쿠바에 강력한 영향력을 가지고 있었다. 1959년 1월, 쿠바 혁명으로 바티스타는 축출되었다. 피델 카스트로가 이끄는 새 정권은 빠르게 쿠바 공산당을 합법화하여 카스트로가 소련과 동맹을 맺을 것이라는 미국의 우려를 촉발했다. 1959년 4월 카스트로가 미국을 방문했을 때, 아이젠하워는 그를 만나기를 거부하고 닉슨에게 임무를 위임했다. 쿠바 혁명 이후 아이젠하워 행정부는 라틴 아메리카에서 민주 정부를 장려하고 이 지역에 대한 경제 원조를 늘리기 시작했다. 카스트로가 소련과 가까워지자 미국은 외교 관계를 단절하고 거의 완전한 금수 조치를 취했으며, 쿠바 망명자들의 쿠바 침공 준비를 시작했다.

### U-2기 사건

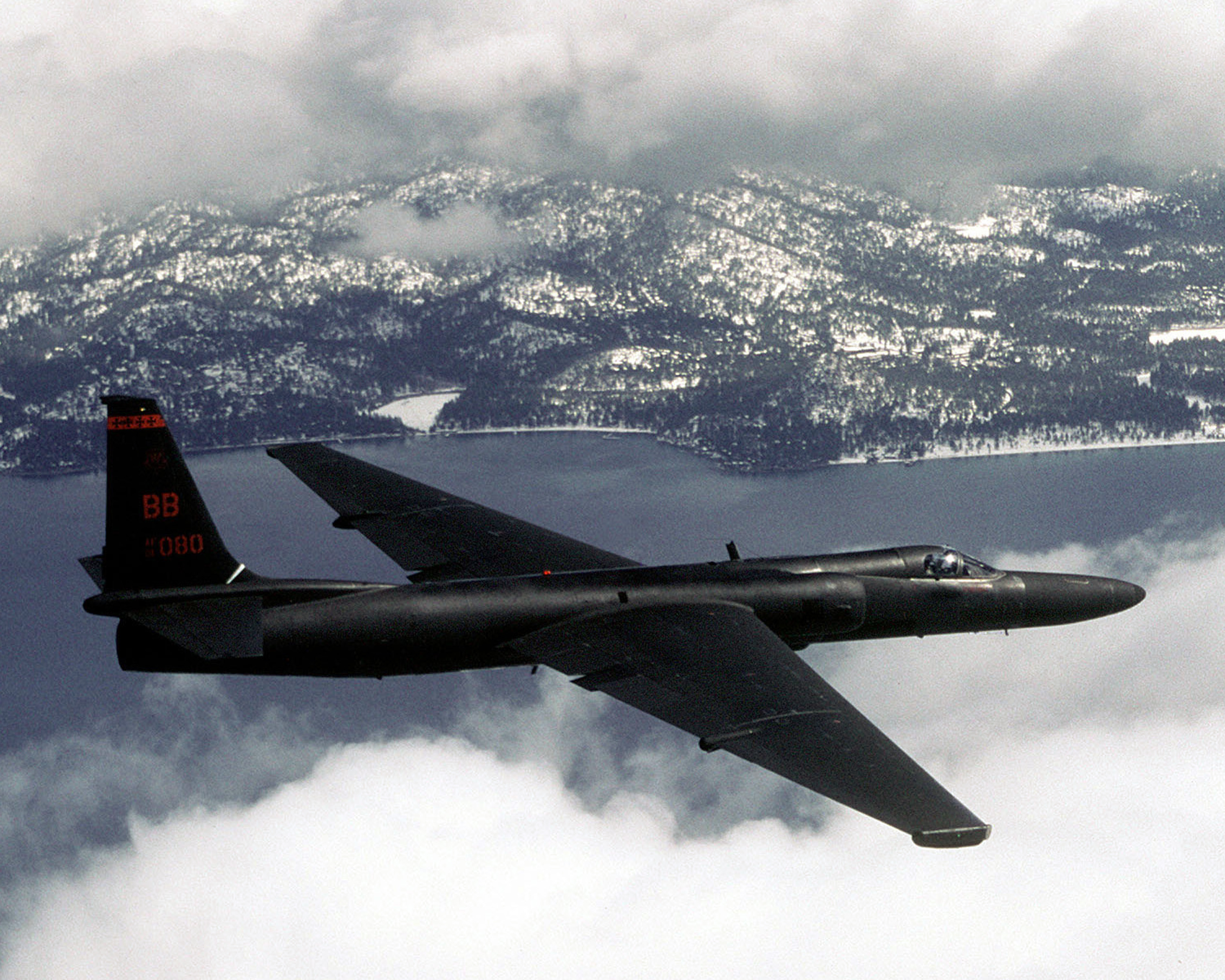
비행 중인 U-2 정찰기

미국과 소련 지도자들은 1955년 제네바 정상회담에서 만났는데, 이는 1945년 포츠담 회담 이후 첫 정상회담이었다. 주요 문제에 대한 진전은 없었다. 양측은 독일 정책에 대해 큰 이견을 보였고, 소련은 아이젠하워의 "오픈 스카이" 제안을 일축했다. 실질적인 문제에 대한 합의가 부족했음에도 불구하고, 이 회의는 냉전 관계의 작은 해빙의 시작을 알렸다. 흐루쇼프는 1959년 9월 미국을 순방했고, 그와 아이젠하워는 핵 군축과 베를린의 지위에 대해 고위급 회담을 가졌다. 아이젠하워는 핵무기 시험 제한과 핵무기 현장 사찰을 원했고, 흐루쇼프는 처음에는 핵무기 전체 폐기를 추구했다. 양측 모두 총 군사비 지출을 제한하고 핵확산을 막기를 원했지만, 냉전 긴장으로 인해 협상은 어려웠다. 두 번째 임기 말에 아이젠하워는 소련과의 전반적인 데탕트를 향한 움직임의 일환으로 핵 실험 금지 조약에 도달하기로 결심했다. 흐루쇼프 또한 중소 분쟁의 심화로 인해 점차 합의에 관심을 갖게 되었다. 1960년까지 주요 미해결 쟁점은 현장 사찰이었는데, 양측 모두 핵 실험 금지를 추구했다. 1960년 5월 파리 정상회담에서 핵 합의에 도달하려는 희망은 소련 상공에서 미국 U-2 스파이 비행기 (사진 정찰 수행)가 격추되면서 좌절되었다.
아이젠하워 행정부는 처음에 조종사가 추락으로 사망했다고 생각하여, 비행기가 터키 상공을 비행하던 중 조종사가 "산소 장비 문제"를 무전으로 보고한 후 의도치 않게 소련 영공으로 진입한 "기상 연구 항공기"였다는 위장 이야기를 발표하도록 승인했다. 또한 아이젠하워는 자신의 행정부가 소련을 스파이 활동하지 않았다고 말했지만, 소련이 조종사 프랜시스 게리 파워스 대위를 공개하자 미국은 대중을 오도했다는 사실이 드러났고, 이 사건은 미국에 국제적인 당혹감을 안겨주었다. 상원 외교 위원회는 U-2기 사건에 대해 오랜 조사를 벌였다. 파리 정상회담에서 아이젠하워는 흐루쇼프를 "세계의 많은 희망이 걸려 있던 이 회담을 방해했다"고 비난했다. 나중에 아이젠하워는 정상회담이 "그 어리석은 U-2기 사건" 때문에 망가졌다고 말했다.

### 해외 순방 목록

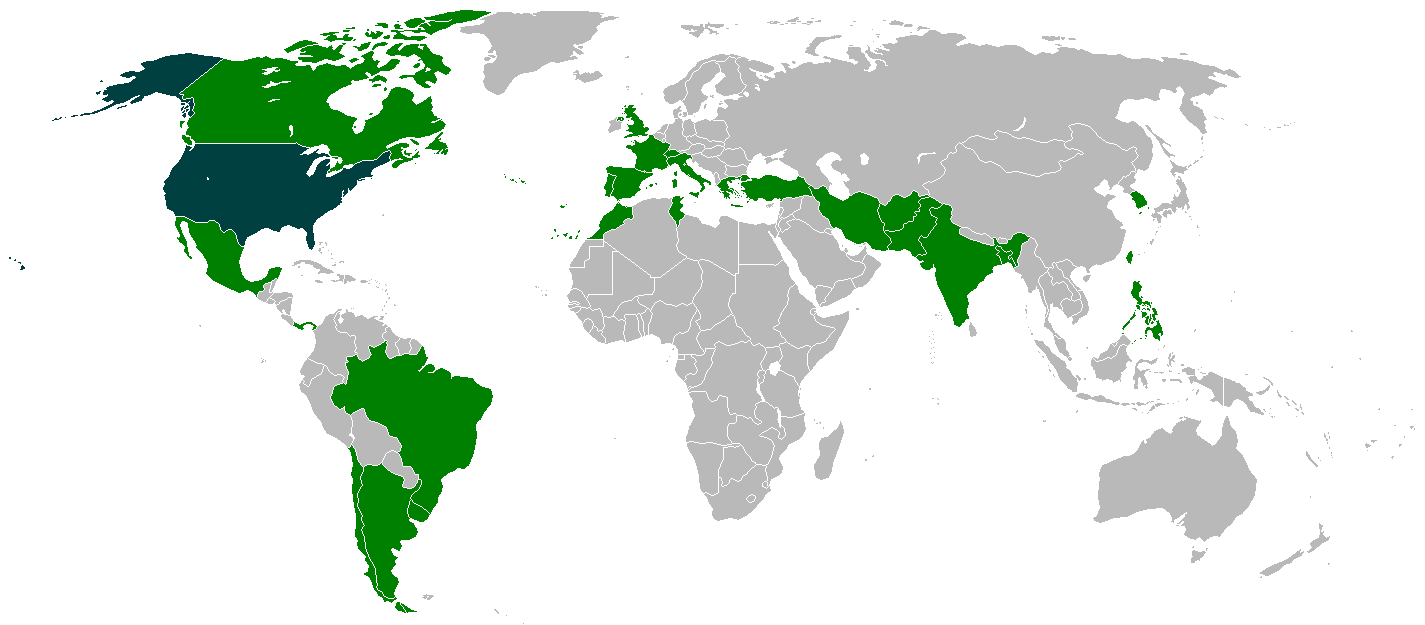
아이젠하워는 재임 기간 동안 27개국에 16번의 해외 순방을 했다.

|    | 날짜                    | 국가                     | 위치                                                 | 상세 |
| -- | ----------------------- | ------------------------ | ---------------------------------------------------- | --- |
| 1  | 1952년 12월 2일~5일     | 대한민국                 | 서울                                                 | 한국 전투 지역 방문(대통령 당선자 자격으로 방문)                                                          |
| 2  | 1953년 10월 19일        | 멕시코                   | 누에바 시우다드 게레로                               | 아돌포 루이스 코르티네스 대통령과 팔콘 댐 헌납.                                                           |
| 3  | 1953년 11월 13일~15일   | 캐나다                   | 오타와                                               | 국빈 방문. 빈센트 매시 총독 및 루이 생로랑 총리와 회담. 의회 연설                                         |
| 4  | 1953년 12월 4일–8일     | 버뮤다                   | 해밀턴                                               | 윈스턴 처칠 총리와 조제프 라니엘 프랑스 총리와 함께 버뮤다 회의에 참석                                    |
| 5  | 1955년 7월 16일~23일    | 스위스                   | 제네바                                               | 앤서니 이든 영국 총리, 에드가르 포르 프랑스 총리, 니콜라이 불가닌 소련 총리와 함께 제네바 정상회담에 참석 |
| 6  | 1956년 7월 21일~23일    | 파나마                   | 파나마시티                                           | 미주 공화국 대통령 회의에 참석                                                                            |
| 7  | 1957년 3월 20일~24일    | 버뮤다                   | 해밀턴                                               | 해럴드 맥밀런 총리와 회담                                                                                 |
| 8  | 1957년 12월 14일~19일   | 프랑스                   | 파리                                                 | 제1차 NATO 정상회담에 참석                                                                                |
| 9  | 1958년 7월 8일~11일     | 캐나다                   | 오타와                                               | 비공식 방문. 빈센트 매시 총독 및 존 디펜베이커 총리와 회담. 의회 연설                                     |
| 10 | 1959년 2월 19일~20일    | 멕시코                   | 아카풀코                                             | 아돌포 로페스 마테오스 대통령과 비공식 회담                                                               |
| 11 | 1959년 6월 26일         | 캐나다                   | 몬트리올                                             | 엘리자베스 2세 여왕과 함께 세인트로렌스 수로 개통식에 참석                                                |
| 12 | 1959년 8월 26일~27일    | 서독                     | 본                                                   | 콘라트 아데나워 총리 및 테오도어 호이스 대통령과 비공식 회담                                              |
| 12 | 1959년 8월 27일~9월 2일 | 영국                     | 런던, 밸모럴, 체커스                                 | 비공식 방문. 해럴드 맥밀런 총리 및 엘리자베스 2세 여왕과 회담                                             |
| 12 | 1959년 9월 2일~4일      | 프랑스                   | 파리                                                 | 샤를 드골 대통령 및 안토니오 세니 이탈리아 총리와 비공식 회담. 북대서양이사회 연설                        |
| 12 | 1959년 9월 4일~7일      | 영국                     | 컬진성                                               | 미국으로 돌아가기 전 휴식                                                                                 |
| 13 | 1959년 12월 4일~6일     | 이탈리아                 | 로마                                                 | 비공식 방문. 조반니 그론키 대통령과 회담                                                                  |
| 13 | 1959년 12월 6일         | 바티칸 시국              | 사도궁                                               | 교황 요한 23세 알현                                                                                       |
| 13 | 1959년 12월 6일~7일     | 튀르키예                 | 앙카라                                               | 비공식 방문. 젤랄 바야르 대통령과 회담                                                                    |
| 13 | 1959년 12월 7일~9일     | 파키스탄                 | 카라치                                               | 비공식 방문. 아유브 칸 대통령과 회담                                                                      |
| 13 | 1959년 12월 9일         | 아프가니스탄             | 카불                                                 | 비공식 방문. 무함마드 자히르 샤 국왕과 회담                                                               |
| 13 | 1959년 12월 9일~14일    | 인도                     | 뉴델리, 아그라                                       | 라젠드라 프라사드 대통령 및 자와할랄 네루 총리와 회담. 의회 연설                                          |
| 13 | 1959년 12월 14일        | 이란                     | 테헤란                                               | 모하마드 레자 팔라비 샤와 회담. 의회 연설                                                                 |
| 13 | 1959년 12월 14일~15일   | 그리스                   | 아테네                                               | 공식 방문. 파블로스 국왕 및 콘스탄티노스 카라만리스 총리와 회담. 의회 연설                                |
| 13 | 1959년 12월 17일        | 튀니지                   | 튀니스                                               | 하비브 부르기바 대통령과 회담                                                                             |
| 13 | 1959년 12월 18일~21일   | 프랑스                   | 툴롱, 파리                                           | 샤를 드골 대통령, 해럴드 맥밀런 영국 총리 및 콘라트 아데나워 서독 총리와 회담                             |
| 13 | 1959년 12월 21일~22일   | 스페인                   | 마드리드                                             | 프란시스코 프랑코 총통과 회담                                                                             |
| 13 | 1959년 12월 22일        | 모로코                   | 카사블랑카                                           | 무함마드 5세 국왕과 회담                                                                                  |
| 14 | 1960년 2월 23일~26일    | 브라질                   | 브라질리아, 리우데자네이루, 상파울루                 | 주셀리누 쿠비체크 대통령과 회담. 브라질 의회 연설                                                         |
| 14 | 1960년 2월 26일~3월 2일 | 아르헨티나               | 부에노스아이레스, 마르델플라타, 산카를로스데바릴로체 | 아르투로 프론디시 대통령과 회담                                                                           |
| 14 | 1960년 2월 29일~3월 2일 | 칠레                     | 산티아고                                             | 호르헤 알레산드리 대통령과 회담                                                                           |
| 14 | 1960년 3월 2일~3일      | 우루과이                 | 몬테비데오                                           | 베니토 나르돈 대통령과 회담. 부에노스아이레스와 수리남을 거쳐 미국으로 귀환                               |
| 15 | 1960년 5월 15일~19일    | 프랑스                   | 파리                                                 | 샤를 드골 대통령, 해럴드 맥밀런 영국 총리 및 니키타 흐루쇼프 소련 총리와 회담                             |
| 15 | 1960년 5월 19일~20일    | 포르투갈                 | 리스본                                               | 공식 방문. 아메리쿠 토마스 대통령과 회담                                                                  |
| 16 | 1960년 6월 14일~16일    | 필리핀                   | 마닐라                                               | 국빈 방문. 카를로스 P. 가르시아 대통령과 회담                                                             |
| 16 | 1960년 6월 18일–19일    | 중화민국 (포르모사/대만) | 타이베이                                             | 국빈 방문. 장제스 총통과 회담                                                                             |
| 16 | 1960년 6월 19일~20일    | 대한민국                 | 서울                                                 | 허정 국무총리와 회담. 국회 연설                                                                           |
| 17 | 1960년 10월 24일        | 멕시코                   | 시우다드 아쿠냐                                      | 비공식 방문. 아돌포 로페스 마테오스 대통령과 회담                                                         |

## 국내 문제

### 현대 공화주의

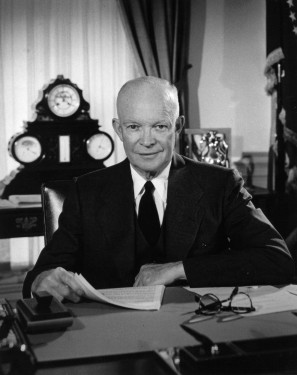
1956년 2월, 오벌 오피스에 있는 아이젠하워

아이젠하워의 정치적 접근 방식은 동시대인들에게 "현대 공화주의"로 묘사되었는데, 이는 뉴딜의 자유주의와 공화당 구수구파의 보수주의 사이의 중간 지대를 차지했다. 1952년 선거에서의 강력한 성과는 공화당에게 제83차 미국 의회 양원 모두에서 근소한 과반수를 안겨주었다. 태프트가 이끄는 보수 세력은 미국 생활에서 연방 정부의 역할을 줄이기 위한 수많은 법안을 발의했다. 아이젠하워는 연방 정부 기능의 일부 축소를 선호하고 트루먼 대통령의 페어딜을 강력히 반대했지만, 사회 보장 제도와 그가 공공의 이익에 유익하다고 보았던 다른 뉴딜 프로그램의 지속을 지지했다. 아이젠하워는 국내 지출을 줄이고 1954년 농업법 통과를 통해 농업 보조금에 대한 정부의 역할을 축소했지만, 그는 사회 보장 제도나 테네시강 유역 개발 공사와 같은 주요 뉴딜 프로그램의 폐지를 옹호하지 않았으며, 이러한 프로그램들은 그의 대통령 재임 기간 내내 유지되었다.
공화당은 1954년 중간선거에서 의회 통제권을 잃었고, 아이젠하워가 퇴임한 후에도 어느 의회에서도 통제권을 되찾지 못했다. 아이젠하워의 대체로 비당파적인 입장은 그가 샘 레이번 하원의장과 린든 B. 존슨 상원 다수당 원내대표와 원활하게 협력할 수 있게 했다. 아이젠하워는 100개 이상의 법안에 거부권을 행사한 마지막 대통령이었으며, 이 중 두 건만이 그의 두 번째 임기 말에 재의결되었다. 휴버트 험프리와 폴 더글러스와 같은 자유주의적인 의회 의원들은 교육에 대한 연방 지원 확대, 국민 건강 보험 시스템 도입, 빈곤 지역에 대한 연방 지원 지시를 선호했지만, 레이번과 존슨은 아이젠하워의 비교적 보수적인 국내 정책을 대체로 수용했다. 그의 당에서 아이젠하워는 중도파들로부터 강력한 지지를 유지했지만, 특히 외교 정책에 대해 보수적인 의회 의원들과 자주 충돌했다. 전기 작가 진 에드워드 스미스는 레이번, 존슨, 아이젠하워 간의 관계를 다음과 같이 묘사했다.
아이크, LBJ, 그리고 "미스터 샘"은 서로를 완전히 신뢰하지 않았고 모든 문제에 대해 의견이 일치하지 않았지만, 서로를 이해하고 함께 일하는 데 어려움이 없었다. 아이젠하워는 공화당 지도부와 정기적으로 만남을 가졌다. 그러나 보통 저녁에 술을 마시며 레이번과 존슨과 갖는 주간 회의는 훨씬 더 생산적이었다. 존슨과 레이번에게는 아이크와 협력하는 것이 현명한 정치였다. 아이젠하워는 전국적으로 엄청난 인기를 누렸다....자신들의 당의 구수구파에 대항하여 공화당 대통령을 지지함으로써, 민주당원들은 아이크의 인기를 공유하기를 희망했다.

### 재정 정책 및 경제
| 회계 연도 | 세입    | 지출    | 흑자/ 적자 | GDP     | GDP 대비 부채 비율 |
| --------- | ------- | ------- | ---------- | ------- | ------------------ |
| 1953      | 69.6    | 76.1    | −6.5       | 382.1   | 57.2               |
| 1954      | 69.7    | 70.9    | −1.2       | 387.2   | 58.0               |
| 1955      | 65.5    | 68.4    | −3.0       | 406.3   | 55.8               |
| 1956      | 74.6    | 70.6    | 3.9        | 438.3   | 50.7               |
| 1957      | 80.0    | 76.6    | 3.4        | 463.4   | 47.3               |
| 1958      | 79.6    | 82.4    | −2.8       | 473.5   | 47.8               |
| 1959      | 79.2    | 92.1    | −12.8      | 504.6   | 46.5               |
| 1960      | 92.5    | 92.2    | 0.3        | 534.3   | 44.3               |
| 1961      | 94.4    | 97.7    | −3.3       | 546.6   | 43.6               |
| Ref.      | [ 168 ] | [ 168 ] | [ 168 ]    | [ 169 ] | [ 170 ]            |

아이젠하워는 재정 보수주의자였으며, 그의 정책 견해는 태프트의 견해와 유사했다. 그들은 자유 기업 경제가 스스로 운영되어야 한다는 데 동의했다. 그럼에도 불구하고 아이젠하워의 대통령 재임 기간 내내 최고 한계 세율은 91%였는데, 이는 미국 역사상 가장 높은 세율 중 하나였다. 1952년 선거 이후 공화당이 양원 모두를 장악하자, 보수주의자들은 대통령에게 세금 감면을 지지하도록 압력을 가했다. 그러나 아이젠하워는 "수입과 지출 요소가 균형을 이룰 수 있는 지출 프로그램이 보일 때까지" 세금 감면을 거부하며 예산 균형을 더 높은 우선순위에 두었다. 아이젠하워는 국가 부채를 낮게 유지하고 인플레이션을 거의 제로 수준으로 유지했다. 그의 8개 예산 중 3개는 흑자였다.
아이젠하워는 효율성과 비용 효율성에 대한 그의 생각을 구현하는 방식으로 뉴딜을 구축했다. 그는 자체 자금으로 사회 보장 제도의 대규모 확장을 승인했다. 그는 최저 임금 및 공공 주택과 같은 뉴딜 프로그램을 지지했다. 그는 교육에 대한 연방 지원을 크게 확대하고 (일자리 프로그램보다는) 주로 국방 프로그램으로 주간고속도로 시스템을 구축했다. 개인 서한에서 아이젠하워는 다음과 같이 썼다.
어떤 정당이든 사회 보장 제도를 폐지하고 노동법과 농업 프로그램을 없애려 한다면 우리 정치 역사에서 그 정당에 대해 다시는 듣지 못할 것이다. 물론 이런 일을 할 수 있다고 믿는 작은 파벌이 있지만 그들의 수는 미미하고 그들은 어리석다.
1950년대는 미국 경제가 확장되던 시기였으며 국민 총생산은 1950년 3,553억 달러에서 1960년 4,877억 달러로 급증했다. 실업률 또한 1958년을 제외하고는 일반적으로 낮았다. 아이젠하워 행정부 동안 세 번의 경기후퇴가 있었다. 1953년 7월부터 1954년 5월까지, 1957년 8월부터 1958년 4월까지, 그리고 1960년 4월부터 1961년 2월까지였는데, 이는 연방준비제도가 잔존하는 전시 인플레이션을 제거하기 위해 통화량을 너무 강하게 압박했기 때문이었다. 한편, GDP 대비 연방 지출 비중은 20.4%에서 18.4%로 감소했다. 아이젠하워 이후 어떤 행정부에서도 GDP 대비 연방 지출이 이 정도 규모로 감소한 적은 없었다. 국방비는 1953 회계연도 504억 달러에서 1956 회계연도 403억 달러로 감소했지만, 1959 회계연도에는 466억 달러로 증가했다. 국방비는 트루먼 행정부 마지막 해에 비해 감소했지만, 아이젠하워 치하의 국방비는 6.25 전쟁 이전보다 훨씬 높게 유지되었고, 미국 국내총생산의 최소 10%를 꾸준히 차지했다. 아이젠하워가 백악관에 있는 동안 주식 시장은 매우 좋은 성과를 보였으며, 다우 존스 산업평균지수는 두 배 이상 증가(288에서 634로)했고, 개인 소득은 45% 증가했다. 저렴한 정부 대출, 신용카드 도입, 기타 요인으로 인해 총 민간 부채(기업 제외)는 1950년 1048억 달러에서 1960년 2633억 달러로 증가했다.

### 이민
1950년대 초, 미국 내 소수 민족들은 전쟁과 철의 장막으로 인해 이주한 유럽 난민들의 입국을 자유화하기 위해 동원되었다. 그 결과 1953년 난민 구호법이 제정되었고, 이는 1953년부터 1956년까지 기존 이민 쿼터 외에 유럽 국가 출신 난민 214,000명의 입국을 허용했다. 이탈리아와 동유럽에 대한 기존 쿼터는 매우 적었지만, 이 지역들은 새로운 법에서 우선순위를 얻었다. 60,000명의 이탈리아인들이 가장 큰 난민 집단이었다. 난민들의 유입에도 불구하고, 1914년 이전의 이민자들이 사망하면서 외국 태생 개인의 비율은 계속 감소하여 1960년에는 5.4%로 떨어졌다. 적어도 한 명의 외국 태생 부모를 둔 원주민 개인의 비율도 13.4%로 새로운 최저치를 기록했다.
멕시코에서 온 불법 이민자들을 위한 서비스 비용에 대한 대중의 항의(주로 캘리포니아에서)에 응답하여, 대통령은 미국 이민 귀화국 국장인 조지프 스윙에게 국경 통제권을 되찾는 임무를 맡겼다. 1954년 6월 17일, 스윙은 캘리포니아, 애리조나, 텍사스 일부 지역에서 불법 이민자들을 체포하고 추방하는 젖은 등 작전을 시작했다. 미국 국경 순찰대는 나중에 1954년에 130만 명 이상(많은 사람들이 과장되었다고 보는 수치)이 추방되었거나 추방 위협으로 인해 자발적으로 미국을 떠났다고 보고했다. 한편, 이 기간 동안 멕시코에서 합법적으로 이민 온 멕시코인의 수는 1953년 18,454명에서 1956년 65,047명으로 급격히 증가했다.

### 매카시즘

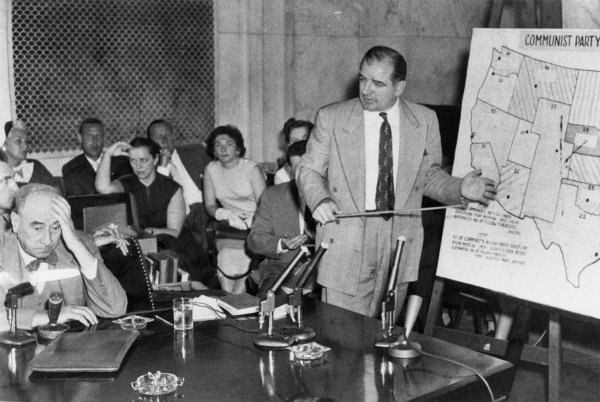
1954년 6월 9일, 조지프 N. 웰치(왼쪽)가 조지프 매카시 미 상원의원(오른쪽)의 질문을 받고 있다.

냉전이 시작되면서 하원은 충성스럽지 못한 활동 혐의를 조사하기 위해 비미 활동 위원회를 설립했고, 새로운 상원 위원회는 위스콘신주 상원의원 조지프 매카시를 반공산주의 운동의 전국적인 지도자이자 이름의 기원이 되게 했다. 아이젠하워가 취임했을 때 매카시가 여전히 인기 있는 인물이었음에도 불구하고, 국무부와 군대에 대한 그의 끊임없는 공격과 무모한 정당한 절차 무시는 많은 미국인들을 불쾌하게 했다. 개인적으로 아이젠하워는 매카시와 그의 전술을 경멸하며 다음과 같이 썼다. "나는 [매카시의 전술]을 경멸하며, 심지어 52년 선거 운동 중에도 나는 공개적으로 (그리고 개인적으로 그에게) 그러한 방법에 반대한다고 말했을 뿐만 아니라, 그의 주에서 그렇게 했다." 아이젠하워가 매카시에 공개적으로 반대하기를 꺼린 것은 아이젠하워 자신의 많은 고문들로부터 비판을 받았지만, 대통령은 위스콘신주의 인기 있는 상원의원을 약화시키기 위해 비밀리에 노력했다. 1954년 초, 매카시가 군대에 대한 조사를 확대하자, 아이젠하워는 매카시가 군대에 동료인 G. 데이비드 사인에게 특별한 특혜를 부여하도록 압력을 가했다는 보고서를 공개함으로써 매카시에 대항했다. 아이젠하워는 또한 행정부 구성원들이 육군-매카시 청문회에서 증언하는 것을 허용하지 않아 그 청문회의 붕괴에 기여했다. 이 청문회 이후 랄프 플랜더스 상원의원은 매카시를 비난하는 성공적인 조치를 도입했다. 상원 민주당원들은 비난에 만장일치로 투표했으며, 상원 공화당원의 절반이 찬성했다. 이 비난으로 매카시는 전국 정치에서 주요 인물로서의 지위를 잃었고, 1957년 간부전으로 사망했다.
아이젠하워는 매카시와 전술에 대해 의견이 달랐지만, 공산주의 침투를 심각한 위협으로 간주했으며, 직원들이 미국에 충성하지 않을 수 있다고 믿을 만한 이유가 있을 경우 부서장에게 해고를 승인했다. 덜레스의 지시에 따라 국무부는 500명 이상의 직원을 해고했다. 아이젠하워의 승인 하에 FBI는 1956년 코인텔프로를 설립하여 국내 감시 노력을 강화했다. 1957년, 대법원은 헌법적 보호를 강화하고 스미스 법의 권한을 제한하는 일련의 판결을 내렸고, 이는 1950년대 후반 의심되는 공산주의자에 대한 기소 감소로 이어졌다.
1953년, 아이젠하워는 소련에 핵 비밀을 제공한 혐의로 1951년 유죄 판결을 받은 두 명의 미국 시민인 로젠버그 부부의 사형 선고를 감형하는 것을 거부했다. 이는 로젠버그 부부를 지지하는 전 세계적인 시위와 시위, 그렇지 않은 친미 신문의 사설, 교황의 사면 요청을 불러일으켰다. 아이젠하워는 국내의 여론과 언론의 지지를 받아 해외의 요구를 무시했다. 로젠버그 부부는 1953년 7월 전기의자로 처형되었다.
아이젠하워가 매카시와 직접 대면하지 않은 목표 중 하나는 매카시가 원자력 위원회(AEC)를 공산주의자 마녀사냥에 끌어들이는 것을 막는 것이었다. 이는 AEC의 수소폭탄 및 기타 무기 프로그램 작업에 방해가 될 수 있었다. 1953년 12월, 아이젠하워는 미국의 핵 과학자 중 한 명인 J. 로버트 오펜하이머가 소련의 스파이라는 비난을 받았다는 사실을 알게 되었다. 아이젠하워는 이 주장이 사실이라고는 결코 믿지 않았지만, 1954년 1월 오펜하이머와 모든 국방 관련 활동 사이에 "완전한 장벽"을 두도록 명령했다. 오펜하이머 보안 청문회는 그해 말에 열렸고, 그 결과 물리학자는 보안 인가를 잃었다. 이 문제는 당시 논란이 많았고 나중에도 계속 논란이 되었으며, 오펜하이머는 어떤 면에서는 순교자의 지위를 얻었다. 이 사건은 아이젠하워에게도 좋지 않은 영향을 미쳤지만, 대통령은 이를 자세히 검토하지 않고 대신 부하 직원, 특히 AEC 위원장 루이스 스트로스의 조언에 지나치게 의존했다.

### 민권

#### 첫 번째 임기
1950년대 남부 아프리카계 미국인들은 대규모의 참정권 박탈과 인종적으로 분리된 학교, 화장실, 식수대를 경험했다. 남부 외곽에서도 아프리카계 미국인들은 고용 차별, 주택 차별, 높은 빈곤율과 실업률에 직면했다. 민권은 1940년대에 주요 국가 및 전 세계적 문제로 부상했는데, 부분적으로는 나치 독일의 부정적인 사례 때문이었다. 인종 차별은 아프리카 국가들과의 관계를 손상시키고, 미국의 탈식민지화 요구를 약화시켰으며, 소련 선전의 주요 주제로 부상했다. 아이젠하워 장군이 1944년 유럽 작전 극장에서 육군 부대를 인종 차별 철폐한 후, 트루먼 대통령은 1948년 미군 인종 차별 철폐 과정을 계속했지만, 실제 구현은 느렸다. 남부 민주당원들은 통합에 강력히 저항했으며, 많은 남부 지도자들은 1952년 아이젠하워가 연방의 통합 강제 노력에 반대한다는 의사를 밝힌 후 그를 지지했다.
취임하자마자 아이젠하워는 군대 내 인종 차별 철폐에 대한 저항을 종식시키기 위해 신속하게 움직였다. 그는 지출에 대한 정부 통제를 사용하여 군 관리들의 준수를 강제했다. 그는 3월 기자들에게 "연방 자금이 사용되는 곳이라면 어디든, 어떤 미국인도 그 자금의 지출에서 차별을 정당화할 수 없다고 생각한다"고 말했다. 나중에 로버트 B. 앤더슨 해군 장관이 보고서에서 "해군은 해군이 창설에 관여하지 않은 우리 나라 특정 지역의 관습과 관행을 인정해야 한다"고 말하자, 아이젠하워는 "우리는 단 한 걸음도 물러서지 않았다. 이 나라에는 이등 시민이 있어서는 안 된다"고 답했다. 아이젠하워는 또한 연방 채용과 워싱턴 D.C. 시설에서의 차별을 종식시키려고 노력했다. 이러한 조치에도 불구하고 아이젠하워는 계속해서 투표권 확대, 공공 교육 인종 차별 철폐, 고용 차별 근절에 관여하는 것을 거부했다. 백악관 직원 중 유일한 흑인인 E. 프레더릭 모로는 아이젠하워와 가끔만 만났으며, 아이젠하워가 아프리카계 미국인의 삶을 이해하는 데 거의 관심이 없다는 인상을 받았다. 토마스 보스텔만은 나중에 아이젠하워의 민권 운동에 대한 개인적인 헌신이 제한적이었다는 평가를 강화했다. 보스텔만은 또한 인종 문제가 냉전 상황에서 미국에 어떻게 반영될지에 대한 우려 때문에 아이젠하워가 일부 개혁을 지지했지만, 종종 조심스러웠다고 설명한다. 데릭 캐츠암은 이러한 약한 헌신이 아이젠하워 대통령이 인종 차별에 대해 정치적 환경이 허용했을 만큼 많이 비난하지 않은 이유를 설명한다고 주장한다. 특히 브라운 대 교육위원회 판결 이후에는 더욱 그러했다.
1954년 5월 17일, 대법원은 획기적인 판결인 브라운 대 토피카 교육위원회 재판을 내렸는데, 흑인과 백인 학생들을 위한 별도의 공립 학교를 설립하는 주법이 위헌이라고 선언했다. 판결 직전, 아이젠하워의 법무부는 획기적인 사건에서 인종 차별 철폐를 지지하는 법정 조언자 의견서를 제출했다. 그럼에도 불구하고 아이젠하워는 대법원장 얼 워런에게 사적으로 "이 [남부 백인들]은 나쁜 사람들이 아니다. 그들이 걱정하는 것은 그들의 귀여운 어린 소녀들이 몇몇 큰 흑인들과 함께 학교에 앉을 필요가 없다는 것이다"라고 말했다. 판결 후 아이젠하워는 대법원의 판결을 사적으로 비난하며, 자신이 믿기에 "남부에서 진행된 진전을 적어도 15년 뒤로 미루었다"고 말했다. 대통령의 공개적인 반응은 판결을 집행하겠다고 약속했지만, 그는 판결을 칭찬하지 않고 "대법원이 말했고 나는 이 나라의 헌법적 절차를 지지하기로 맹세했으니 나는 따를 것이다"라고 말했다. 그의 대통령 임기 6년 동안 작가 로버트 카로는 아이젠하워가 "결코 공개적으로 판결을 지지하지 않았고, 단 한 번도 브라운 판결이 도덕적으로 옳다고 말하지 않았다"고 언급한다. 그의 침묵은 민권 지도자들에게 아이젠하워가 미국 흑인들의 일상적인 곤경에 대해 크게 신경 쓰지 않는다는 인상을 주었고, 학교 인종 차별 철폐에 저항하겠다고 맹세한 인종 차별주의자들에게 격려의 원천이 되었다. 이 인종 차별주의자들은 남부의 공공 교육 인종 차별 철폐를 추구하는 사람들에게 폭력적으로 반대하는 "대규모 저항" 운동을 벌였다. 1956년, 남부 의원 대부분은 브라운 판결의 폐기를 요구하는 남부 선언에 서명했다. 아이젠하워의 이 문제에 대한 침묵은 더지악이 제안한 '냉전 사례' 개념과 연결되는데, 이는 아이젠하워의 우선순위가 인종 차별 철폐의 원칙에 대한 믿음이 아니라 위기가 해외에서 미국 명성에 미치는 영향과 소련이 이를 선전으로 활용할 수 있었던 방식이라는 것을 시사한다.
에밋 틸의 1955년 사망은 민권 운동의 또 다른 획기적인 순간이었다. 에밋의 죽음 이후, 그의 어머니인 매미 틸은 아이젠하워에게 이 문제에 대한 지원을 요청했지만, 아무런 응답도 받지 못했다.

#### 두 번째 임기

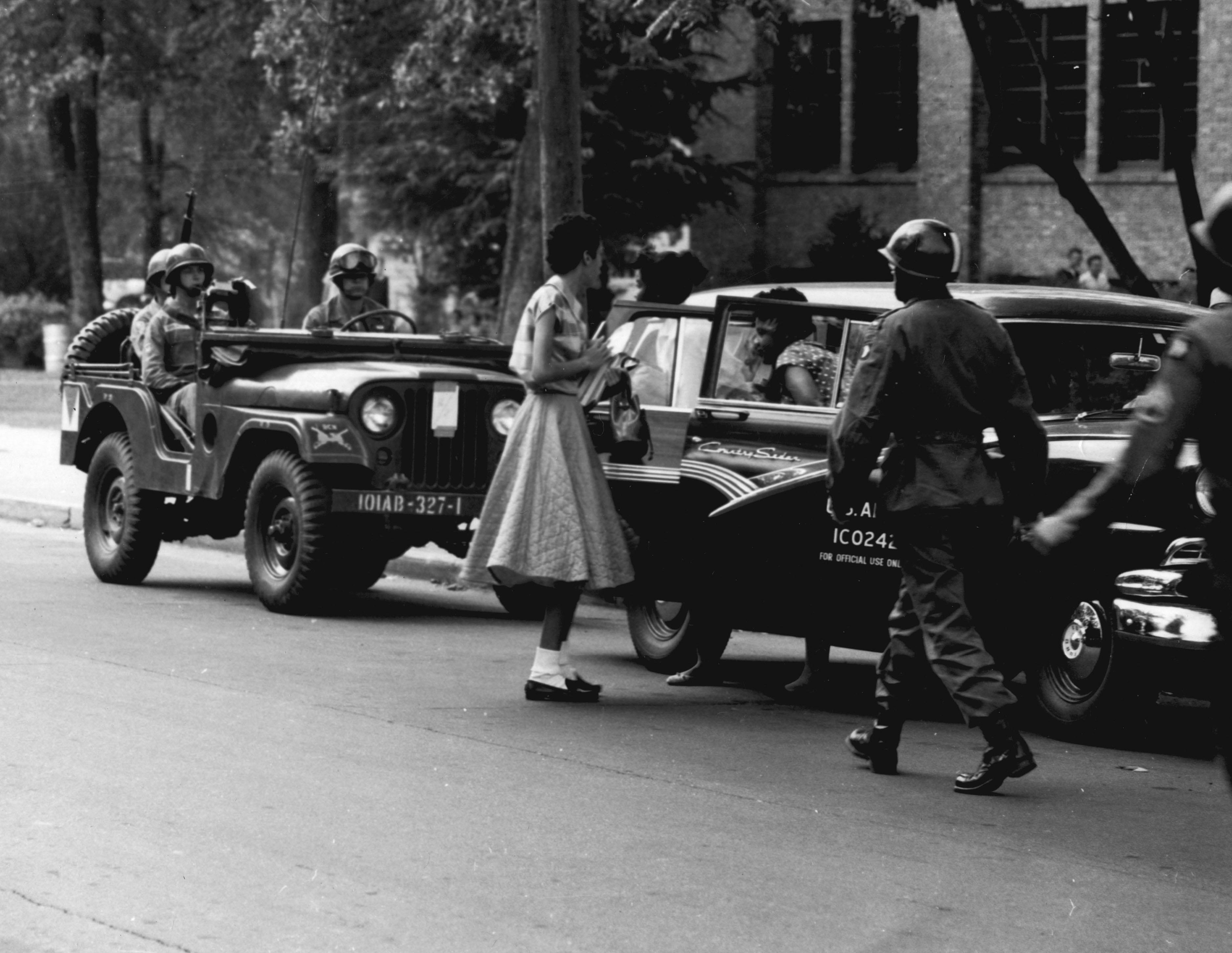
1957년 9월, 제101공수사단 소속 병사들이 센트럴 고등학교로 리틀록 9인을 호위하는 모습.

남부 지도자들이 계속해서 인종 차별 철폐에 저항하자 아이젠하워는 더욱 강력한 연방 조치를 요구하는 목소리에 응답하기 위해 민권 법안을 발의했다. 이 법안에는 아프리카계 미국인의 투표권 보호를 강화하기 위한 조항이 포함되어 있었다. 1950년대 중반에는 약 아프리카계 미국인의 80%가 참정권을 박탈당했다. 이 민권 법안은 하원에서 비교적 쉽게 통과되었지만, 상원에서는 남부 의원들의 강력한 반대에 부딪혔고, 법안은 많은 원본 조항이 제거된 후에야 통과되었다. 일부 흑인 지도자들은 그에게 미흡한 법안을 거부하도록 촉구했지만, 아이젠하워는 1957년 민권법에 서명했다. 이는 재건 이후 아프리카계 미국인을 보호하기 위해 고안된 첫 연방 법률이었다. 이 법은 미국 민권 위원회를 창설하고 법무부에 민권국을 설립했지만, 투표권 사건 피고인에게 배심원 재판을 받을 권리도 요구했다. 마지막 조항의 포함은 이 법을 무력하게 만들었는데, 남부의 백인 배심원들이 아프리카계 미국인의 투표권을 방해한 피고인을 유죄 판결하지 않을 것이기 때문이었다.

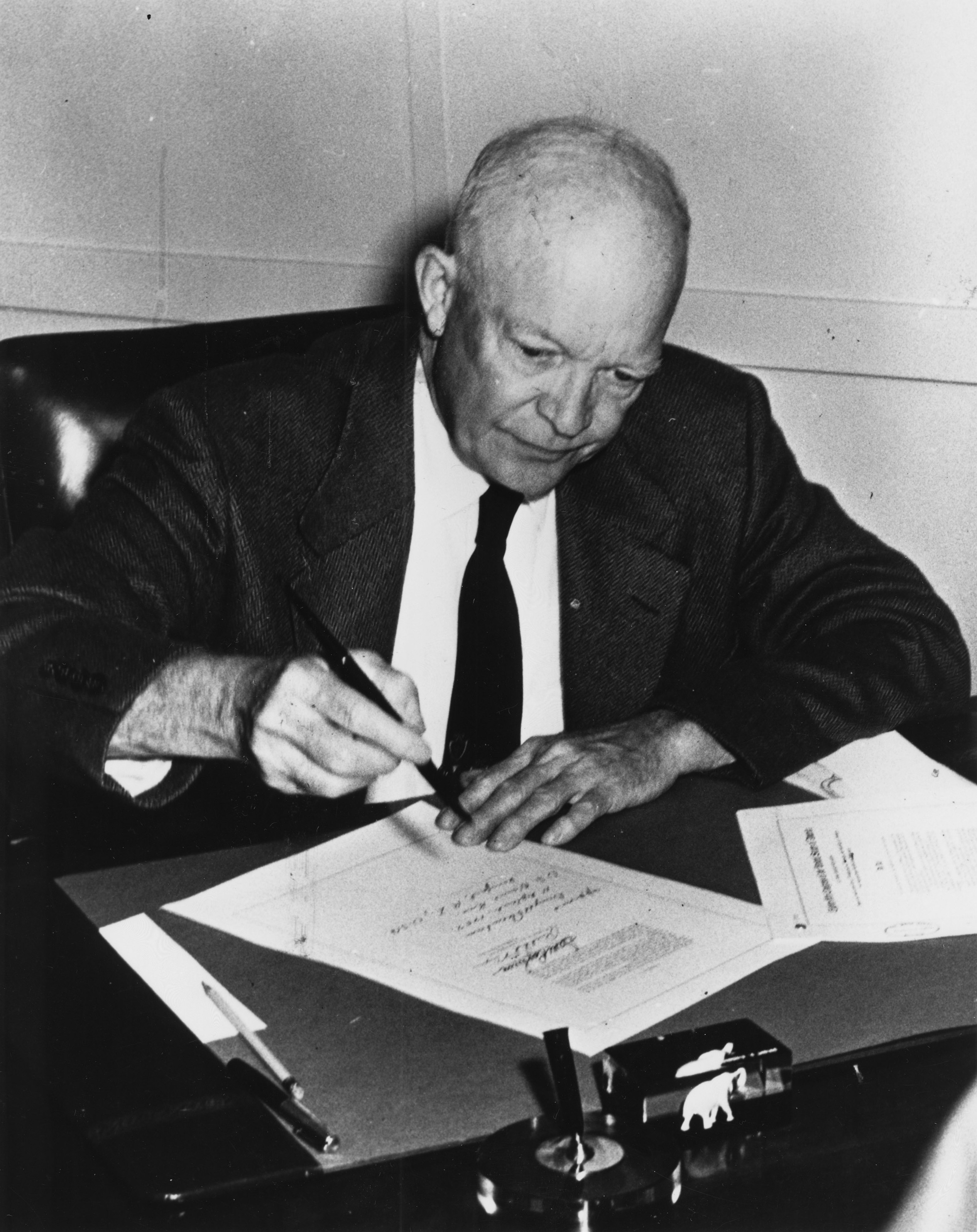
1957년 9월 9일, 아이젠하워 대통령이 로드아일랜드주 뉴포트 해군 기지 사무실에서 1957년 민권법에 서명하는 모습.

아이젠하워는 민권법 통과로 적어도 일시적으로는 민권 문제가 국내 정치의 전면에서 사라지기를 바랐지만, 아칸소 주에서의 사건은 그를 행동으로 몰아넣었다. 리틀록의 교육 위원회는 연방 법원의 승인을 받은 인종 차별 철폐 계획을 세웠고, 센트럴 고등학교에서 프로그램이 시행될 예정이었다. 오벌 포버스 주지사는 인종 차별 철폐가 자신의 재선 노력에 복잡성을 더할 것을 우려하여, 9명의 흑인 학생들인 "리틀록 9인"이 센트럴 고등학교에 들어가지 못하도록 주방위군을 동원했다. 아이젠하워는 민권 운동에 완전히 몰두하지는 않았지만, 연방 권위를 옹호하고 국제 무대에서 미국을 당혹스럽게 할 수 있는 사건을 막으려 했다. 냉전의 압력은 분명 아이젠하워의 마음속에 있었는데, 그는 전국 연설에서 "우리의 적들은 이 사건을 두고 기뻐하며 어디에서든 우리 나라 전체를 잘못 표현하는 데 사용하고 있다"고 말했다. 메리 L. 더지악은 아이젠하워가 리틀록 위기에 개입하기로 결정한 데 있어 냉전의 중요성을 설명한다. 그녀는 아이젠하워가 인종 차별 철폐의 원칙에 대한 믿음 때문이 아니라, 위기가 해외에서 미국의 위상에 미치는 영향과 소련이 이를 선전으로 활용할 수 있었던 방식 때문이었다고 주장한다. 파버스가 주방위군 철수를 거부한 것 외에도, 폭도들이 흑인 학생들이 센트럴 고등학교에 다니는 것을 막았다. 이에 대응하여 아이젠하워는 행정명령 10730호에 서명하여 아칸소 주방위군을 연방화하고 주지사의 명령에 반하여 아프리카계 미국인 학생들을 보호하도록 명령했다. 또한 아이젠하워는 군대를 리틀록으로 파견하여 리틀록 9인이 센트럴 고등학교에 다닐 수 있도록 보장했다. 패배한 파버스는 아이젠하워의 행동을 비난하며 리틀록이 "점령지"가 되었다고 주장했고, 1958년에는 보복성으로 리틀록 고등학교를 폐쇄했지만, 폐쇄는 일시적이었다.
두 번째 임기 말에 아이젠하워는 투표권 보호를 위한 또 다른 민권 법안을 제안했지만, 의회는 아이젠하워가 요청한 것보다 더 약한 조항을 담은 법안을 다시 통과시켰다. 아이젠하워는 이 법안에 서명하여 1960년 민권법으로 발효시켰다. 1960년까지 남부 흑인 학생의 6.4%가 통합 학교에 다녔고 수천 명의 흑인 유권자가 유권자 등록을 했지만, 수백만 명의 아프리카계 미국인은 여전히 참정권을 박탈당했다.

#### 라벤더 공포
아이젠하워 행정부는 매카시주의 라벤더 공포에 기여했으며, 아이젠하워 대통령은 1953년 행정명령 10450호를 발령했다. 아이젠하워의 대통령 재임 기간 동안 수천 명의 레즈비언과 게이 지원자들이 연방 고용에서 배제되었고, 5,000명 이상의 연방 직원들이 동성애자라는 의혹으로 해고되었다. 1947년부터 1961년까지 성적 지향을 이유로 한 해고 건수는 공산당원이라는 이유로 한 해고 건수보다 훨씬 많았으며, 정부 관리들은 "동성애자"를 "공산주의자 반역자"와 동일시하여 그들이 협박과 착취에 취약하다는 믿음에서 국가 안보 위협으로 다루도록 의도적으로 캠페인을 벌였다. 엘렌 슈레커가 주장하듯이, 6.25 전쟁 발발과 같은 사건으로 냉전이 격화되면서 더욱 광범위하고 공격적인 반공 캠페인이 정당화되었다. 냉전 안보 위협이라는 명분은 매카시와 같은 인물들이 정부 개입을 늘리도록 부추기는 공간을 제공했다. 데이비드 존슨은 라벤더 공포가 이 틀에 어떻게 들어맞는지 설명하며, 미국인들이 국내외 위협에 점점 더 경각심을 가지게 되던 시기에 동성애자들이 안보 위협의 확대된 정의의 희생양이 되었다고 주장한다.

### 평화를 위한 원자력
아이젠하워는 1953년 12월 8일 유엔 총회에서 평화를 위한 원자력 연설을 통해 핵무기 경쟁 확산 대신 핵분열을 전력 에너지 및 핵의학에 건설적으로 사용할 것을 옹호했다. 이 연설은 1954년 원자력법으로 이어져 민간 부문이 평화롭고 번영적인 목적으로 핵분열 기술을 개발할 수 있도록 허용했다.

### 주간고속도로

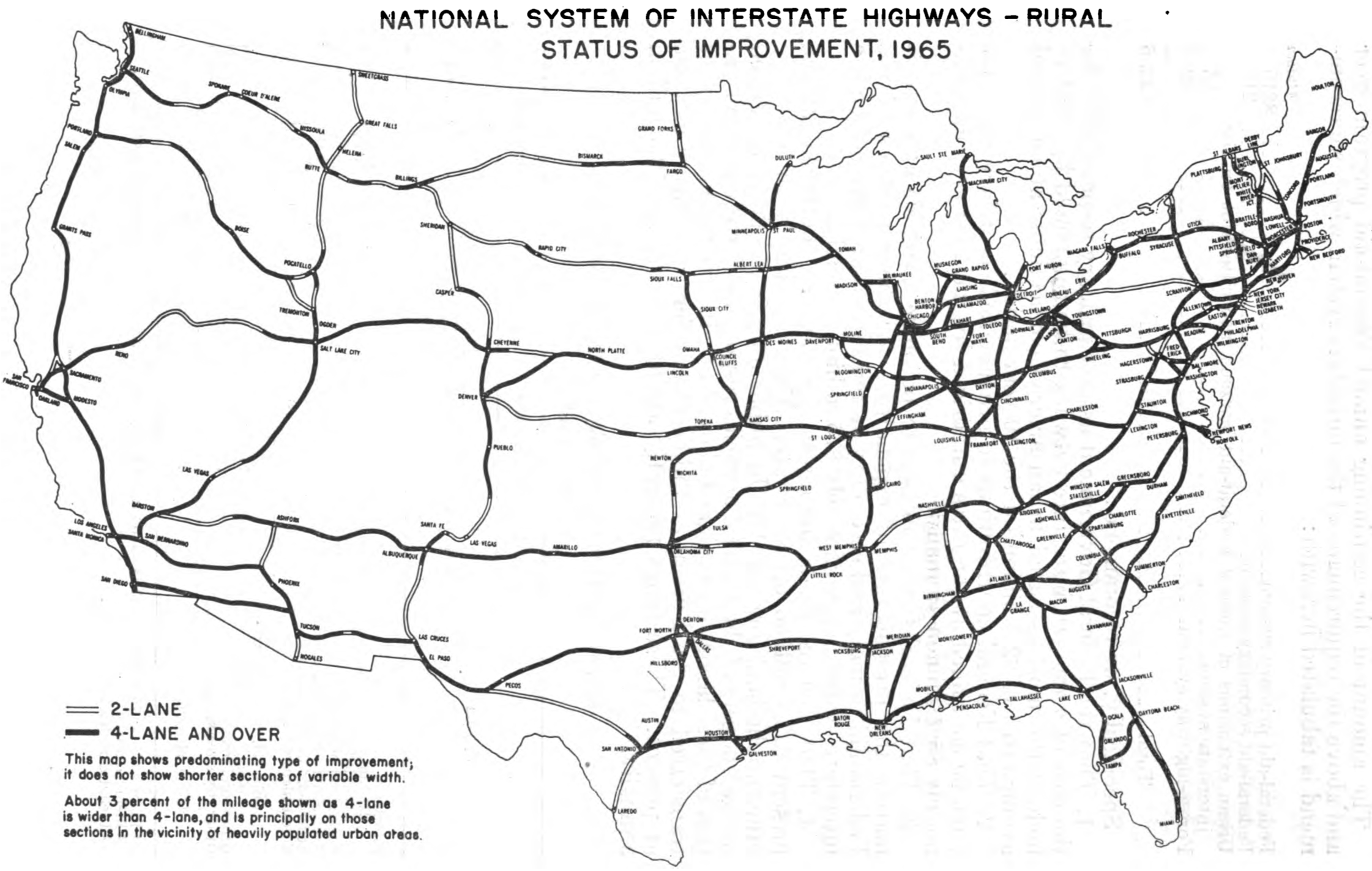
1955년 지도: 개발 중인 주간고속도로 시스템의 결과로 1965년 미국 고속도로의 계획된 상태

아이젠하워의 가장 지속적인 업적 중 하나는 주간고속도로 시스템이었는데, 이는 1956년 연방 원조 고속도로법을 통해 의회에서 승인되었다. 역사가 제임스 T. 패터슨은 이 법을 사회 보장 제도 확장 외에 아이젠하워의 첫 임기 동안 통과된 "유일하게 중요한 법률"이라고 묘사한다. 1954년, 아이젠하워는 루시우스 D. 클레이 장군을 주간고속도로 시스템 계획을 제안하는 위원회의 위원장으로 임명했다. 이 프로젝트에 대한 대통령의 지지는 1919년 육군 호송대의 일원으로 전국을 횡단했던 어린 장교 시절의 경험에 영향을 받았다. 그러한 시스템 건설의 동기를 요약하며 클레이는 다음과 같이 말했다.
더 나은 고속도로가 필요하다는 것이 분명했다. 안전을 위해, 더 많은 자동차를 수용하기 위해 필요했다. 필요한 경우 국방 목적으로도 필요했다. 그리고 경제를 위해서도 필요했다. 단순한 공공 사업 조치가 아니라 미래 성장을 위해서였다.
클레이 위원회는 10년 동안 1,000억 달러 규모의 프로그램을 제안했는데, 이 프로그램은 인구 50,000명 이상의 모든 미국 도시를 연결하는 40,000마일의 분할 고속도로를 건설할 예정이었다. 아이젠하워는 처음에는 유료도로 시스템을 선호했지만, 클레이는 아이젠하워에게 유료도로가 인구 밀도가 높은 해안 지역 외에서는 실현 불가능하다고 설득했다. 1955년 2월, 아이젠하워는 클레이의 제안을 의회에 전달했다. 이 법안은 상원에서 빠르게 승인되었지만, 하원 민주당원들은 공공 채권을 건설 자금 조달 수단으로 사용하는 것에 반대했다. 아이젠하워와 하원 민주당원들은 대신 고속도로 신탁 기금을 통해 시스템 자금을 조달하기로 합의했으며, 이 기금은 휘발유 세금으로 충당될 예정이었다. 또 다른 주요 인프라 프로젝트인 세인트로렌스 수로도 아이젠하워 재임 기간 동안 완료되었다.
장기적인 관점에서 주간고속도로 시스템은 아이젠하워의 긍정적인 평판을 유지하는 데 많은 기여를 한 놀라운 성공이었다. 대도시에서는 빈민 임대 지역이 포장되었는데, 토지 소유자들은 보상을 받았지만 흑인과 가난한 백인 거주자들은 그렇지 않았다. 그 외에는 시스템이 회고적으로 잘 받아들여졌다. 여객 철도 시스템이 붕괴되면서 새로운 고속도로는 도시 근로자들이 교외에서 통근하고 배달 트럭이 철도망에서 멀리 떨어진 마을에 도달할 수 있는 기회를 만들었다. 수천 개의 새로운 주택 단지가 더 나은 학교와 중앙 도시보다 더 크고 저렴한 주택을 제공하면서 교외는 더욱 매력적이 되었다. 쇼핑몰은 1960년경에 발명되었고 반세기 동안 번성했다. 관광 또한 극적으로 확대되어 더 많은 주유소, 모텔, 식당 및 관광 명소에 대한 수요를 창출했다. 겨울 휴가나 영구 이주를 위해 선벨트로 더 많은 장거리 이동이 있었다. 농촌 지역에서는 쇼핑객들이 주간고속도로를 따라 이동하고 새로운 공장들이 땅값이 싸고, 근로자들이 시내버스 대신 차를 몰고 갈 수 있으며, 트럭들이 혼잡한 도로 교통으로 인해 느려지지 않는 곳에 위치하게 되면서 외곽의 마을과 소도시들이 손해를 보았다.

### ARPA
고등연구계획국(ARPA)은 1958년 초 아이젠하워와 그의 대통령 과학 자문위원회가 소련의 첫 궤도 위성인 스푸트니크 1호의 성공적인 발사에 대응하여 구성했다. ARPA는 결국 아파넷을 만들었으며, 이는 인터넷의 전신이었다.

### 우주 프로그램 및 교육

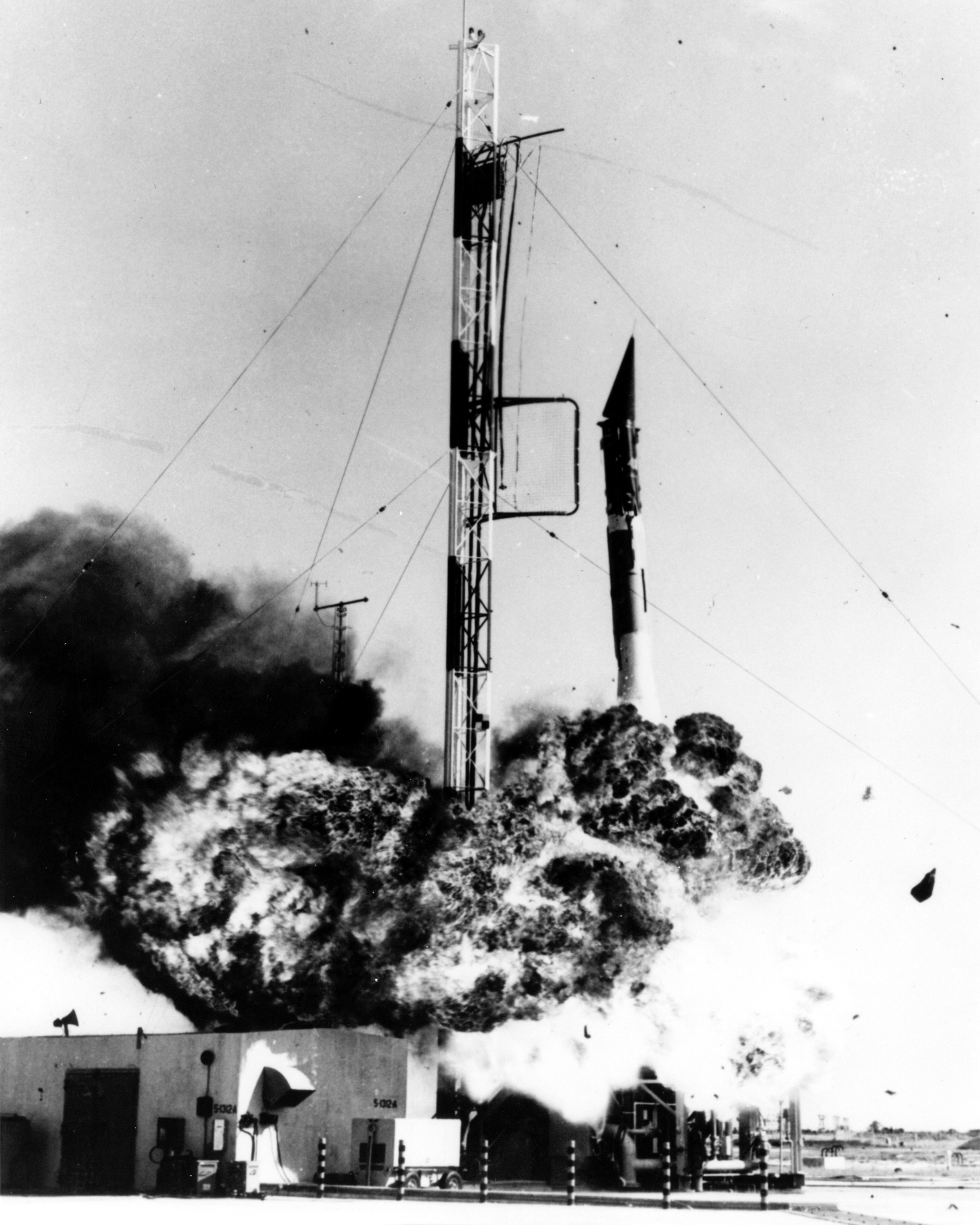
뱅가드 TV3 로켓이 발사 중 폭발했다. 이 미사일은 익살스럽게도 "플롭닉"이라고 불렸다.

1955년, 나흘 간격으로 별도의 발표를 통해 미국과 소련 모두 향후 몇 년 안에 인공 지구 위성을 발사할 것이라고 공개적으로 발표했다. 7월 29일 백악관의 발표는 미국이 국제 지구물리 관측년의 일환으로 1957년 7월 1일과 1958년 12월 31일 사이에 "작은 지구 선회 위성"을 발사할 것이라고 밝혔다. 1957년 10월 4일, 소련이 스푸트니크 1호 위성을 궤도에 발사하자 미국인들은 경악했다. 3개월 후, 미국 뱅가드 TV3 미사일의 전국 텔레비전 시험이 당혹스럽게 실패했다. 이 미사일은 익살스럽게 "플롭닉"과 "스테이-푸트닉"이라고 불렸다.
많은 사람들에게 소련 위성 프로그램의 성공은 소련이 미국 국가 안보에 심각한 위협을 가하는 기술 분야에서 상당한 도약을 이루었음을 시사했다. 아이젠하워는 처음에는 소련 발사의 심각성을 경시했지만, 인식된 기술 격차에 대한 대중의 두려움과 불안은 커졌다. 미국인들은 핵 방공호를 건설하기 위해 서둘렀고, 소련은 세계 강대국으로서의 새로운 우월성을 자랑했다. 영국 총리 해럴드 맥밀런이 1958년 6월 미국 방문 중 관찰했듯이, 대통령은 재임 기간 중 "처음으로 심한 비난을 받았다". 경제학자 버나드 바루크는 뉴욕 헤럴드 트리뷴에 "패배의 교훈"이라는 제목의 공개 서한에서 다음과 같이 썼다. "우리가 산업 및 기술력을 새로운 모델 자동차와 더 많은 기계를 생산하는 데 쏟는 동안, 소련은 우주를 정복하고 있다. ... 우주에 수레를 달고 달에 도달하여 거의 손에 넣을 상상력을 가진 나라는 미국이 아니라 러시아다. 미국은 걱정하고 있다. 그래야 한다."
이 발사는 국방에서 교육에 이르는 일련의 연방 정부 이니셔티브를 촉발했다. 미국 위성을 궤도에 발사하기 위한 익스플로러 프로그램(이전에 뱅가드 계획으로 대체되었던)에 대한 새로운 강조가 이루어졌다. 이는 1958년 1월 31일 익스플로러 1호의 성공적인 발사로 이루어졌다. 1958년 2월, 아이젠하워는 국방부 내에 방위고등연구계획국(DARPA) 설립을 승인하여 미군을 위한 신기술을 개발하도록 했다. 이 새로운 기관의 첫 번째 주요 프로젝트는 코로나 위성이었는데, 이는 U-2 스파이 비행기를 대체하여 사진 증거를 제공하도록 설계되었다. 1959년 그는 국립 항공 우주법을 추진하여 NASA를 민간 우주 기관으로 설립했다. 이는 기본 연구에 전념하는 과학자들, 소련의 군사적 업적에 맞서야 했던 국방부, 새로운 사업을 찾는 미국 기업들, 그리고 우주 탐사를 바라보는 강력한 새로운 대중 여론을 포함한 주요 이해 집단들 사이에서 그가 형성한 합의를 나타냈다. NASA는 DARPA가 시작한 우주 기술 연구뿐만 아니라 공군의 유인 위성 프로그램인 유인 우주선 계획도 인계받았는데, 이는 머큐리 계획으로 이름이 변경되었다. 이 프로젝트의 첫 7명의 우주비행사는 1959년 4월 9일에 발표되었다.
1958년 9월, 대통령은 국방 교육법에 서명했는데, 이는 미국 교육 시스템에 수십억 달러를 쏟아부은 4개년 프로그램이었다. 1953년 정부는 1억 5,300만 달러를 지출했고, 대학은 그 중 1,000만 달러를 받았지만, 1960년에는 이로 인해 합산 자금이 거의 6배 증가했다. 한편, 1950년대 후반부터 1960년대까지 NASA, 국방부, 그리고 다양한 민간 기업들은 여러 통신 위성 연구 개발 프로그램을 개발했다.

### 노동조합
노동조합 가입률은 1950년대 중반에 정점을 찍었는데, 이때 노동조합은 전체 노동력의 약 4분의 1을 차지했다. 산업별 조직 회의와 미국노동연맹은 1955년에 합병하여 미국 최대 노동조합 연맹인 AFL-CIO를 결성했다. 조지 미니 AFL-CIO 위원장은 전임자들과 달리 미숙련 노동자와 남부 노동자 조직화에 중점을 두지 않았다. 1940년대 후반과 1950년대 동안 기업계와 지역 공화당원들은 노동조합을 약화시키려 했는데, 부분적으로는 노동조합이 민주당 후보들에게 자금을 지원하고 선거 운동을 벌이는 데 중요한 역할을 했기 때문이다. 아이젠하워 행정부 또한 1947년 태프트-하틀리법에 내재된 반노조 잠재력을 통합하기 위해 노력했다. 공화당원들은 노동조합의 불투명한 활동에 초점을 맞춰 노동조합의 정당성을 훼손하려 했으며, 법무부, 노동부, 의회 모두 고위 노동조합, 특히 팀스터스 유니언의 범죄 활동과 갈취에 대한 조사를 실시했다. 1957년 1월, 상원 특별 위원회인 맥클레런 위원회가 창설되었고, 그 청문회는 팀스터스 유니언 회장 지미 호파를 공공의 적으로 지목했다. 여론 조사는 노동조합, 특히 공화당이 "노동 보스"라고 부르던 노동조합 지도자들에 대한 불신이 커지고 있음을 보여주었다. 보수 연합은 케네디 형제와 같은 자유주의자들의 지지를 받아 1959년 랜드럼-그리핀 법에서 조직 노동에 대한 새로운 의회 규제를 얻어냈다. 이 법의 주요 영향은 이전에 권위주의적이었던 노동조합 위계질서에 더 많은 민주주의를 강제하는 것이었다. 그러나 1958년 선거에서 노동조합은 주 노동권법에 맞서 싸웠고, 많은 보수 공화당원들을 패배시켰다.

### 환경 문제
환경 운동은 성장하기 시작했고 1970년대에는 전국적인 지위를 얻었다. 자유주의자들(및 민주당)은 천연자원에 대한 국가 통제를 원했는데, 이는 조직적인 이념적 압력이 효과적인 수준이었다. 보수주의자들(및 공화당)은 주 또는 지방 통제를 원했으며, 이는 지역 기업의 재정적 이익이 결정적일 수 있었다. 20세기 초로 거슬러 올라가는 논쟁에서 보존주의자들은 국립공원의 내재된 자연미를 보호하고자 했지만, 경제 최대화론자들은 댐을 건설하고 물의 흐름을 전환하고자 했다. 아이젠하워는 1953년 12월에 보수주의적 입장을 명확히 밝혔는데, 보존은 "자원을 낭비하거나 사용 불가능하게 가두는 것"이 아니라 "모든 미국인들의 복지와 이익을 위해 우리가 가진 모든 자원을 지능적으로 사용하는 것"을 의미한다고 선언했다. 자유주의자들과 환경 운동가들은 더글러스 맥케이 내무부 장관에 맞서 시위를 벌였다. 그는 자연에 대한 지식이 거의 없는 사업가였다. 그들은 그가 환경 피해에 관계없이 광산 회사에 "특혜"를 주었다고 주장했다. 그들은 1956년에 그의 사임을 강제했다.
환경 문제에 대한 아이젠하워의 개인적인 활동은 외교 정책에서 나타났다. 그는 세계의 공해, 특히 어업 이익의 사용을 규율하는 국제 협정에 강력한 기반을 제공한 1958년 제네바 협약을 지지했다. 아이젠하워는 또한 원자력을 핵무기로 전용하는 것을 강력히 통제하면서 전력 생산을 위한 원자력의 평화적 사용을 장려했다. 그러나 핵 폐기물에는 거의 관심을 기울이지 않았다.

### 1958년 중간선거
경제가 1957년 중반에 침체되기 시작하여 1958년 초에 최저점에 도달했다. 1958년 불황은 아이젠하워 재임 기간 중 최악의 경기 침체였으며, 실업률은 7.5%로 최고치를 기록했다. 좋지 않은 경제, 스푸트니크, 리틀록에서의 연방 개입, 논쟁적인 예산 전쟁이 모두 아이젠하워의 인기를 떨어뜨렸으며, 갤럽 여론 조사에 따르면 그의 지지율은 1957년 2월 79%에서 1958년 3월 52%로 떨어졌다. 1958년 중반 하원 소위원회가 백악관 비서실장 셔먼 애덤스가 FTC의 조사를 받고 있는 직물 제조업자 버나드 골드파인으로부터 고가의 선물을 받았다는 사실을 발견한 후 논란이 불거졌다. 애덤스는 자신이 골드파인을 위해 FTC 조사에 개입했다는 주장을 부인했지만, 아이젠하워는 1958년 9월 그에게 사임하도록 강요했다. 1958년 중간선거가 다가오면서 민주당원들은 아이젠하워를 우주 경쟁, 애덤스 관련 논란, 기타 문제로 공격했지만, 선거의 가장 큰 쟁점은 아직 완전히 회복되지 않은 경제였다. 공화당은 선거에서 큰 패배를 겪었으며, 민주당원들은 하원에서 40석 이상, 상원에서 10석 이상을 얻었다. 브리커와 윌리엄 놀런드 상원 소수당 원내대표를 포함한 여러 주요 공화당원들이 재선에서 패배했다.

### 수정 헌법 제23조
헌법이 선거인단을 규정하는 원래 규칙에 따라 대통령 선거인단은 주에만 할당되었다. 그 결과 컬럼비아 특별구는 대통령 선거 과정에서 제외되었다. 1950년대 의회에는 특별구 시민들에게 대통령 및 부통령 전국 선거에서 적절한 투표권을 부여하기 위한 여러 헌법 수정안이 도입되었다. 아이젠하워는 D.C. 거주자들의 투표권을 꾸준히 옹호했다. 1960년 6월 16일, 제86차 의회는 특별구 시민들에게 주와 마찬가지로 선거인단에 선거인단을 부여함으로써 대통령 선거에서 투표할 권리를 확대하는 헌법 수정안을 승인했다. 필요한 수의 주의회가 제안된 수정안을 비준한 후, 1961년 3월 29일 미국 수정 헌법 제23조가 되었다.

### 연방에 편입된 주

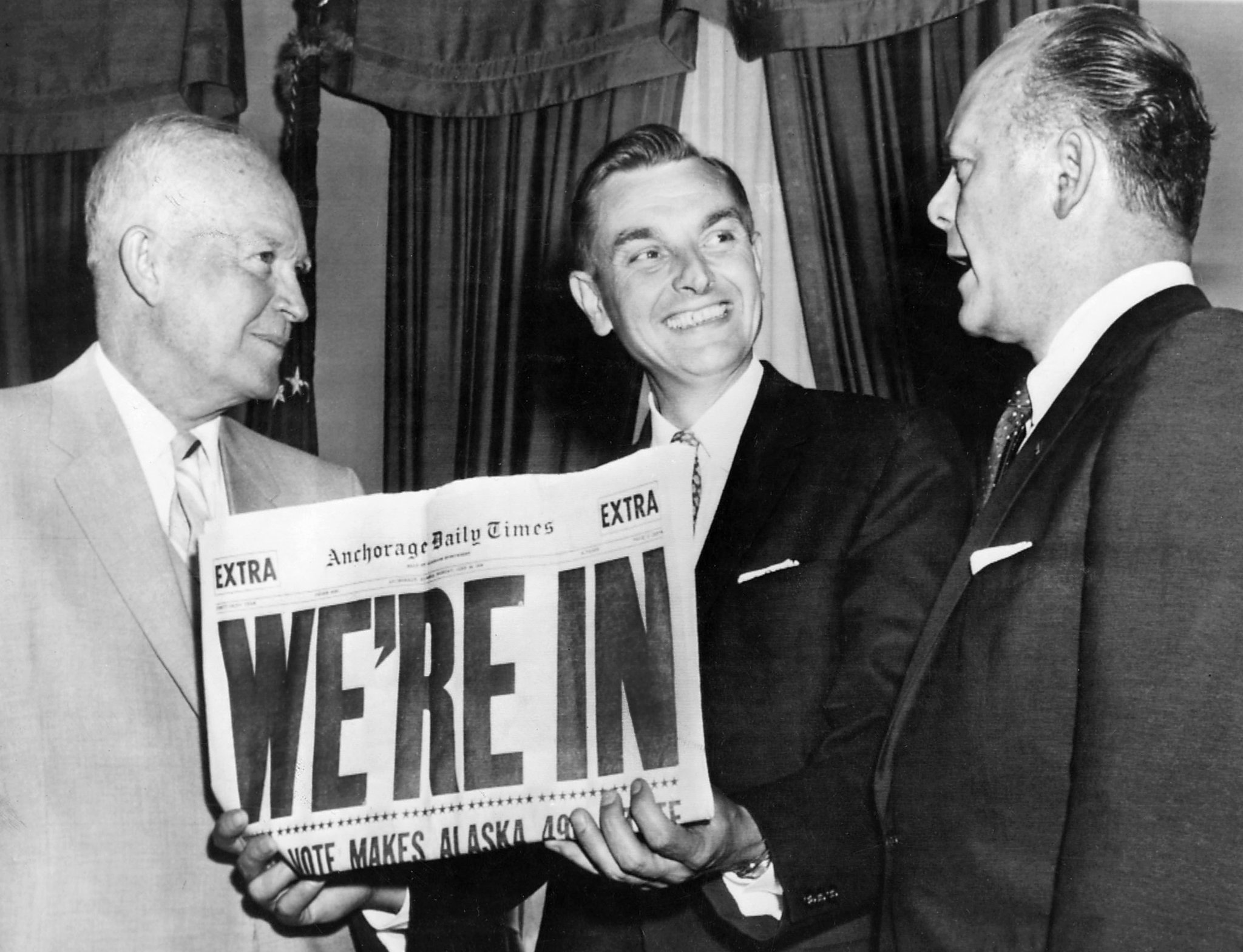
아이젠하워 대통령, 마이크 스테포비치, 프레드 A. 시턴이 알래스카 주 승격을 축하하는 모습.

아이젠하워는 1952년 선거 운동 기간 동안 알래스카와 하와이를 주로 편입할 것을 요구했지만, 여러 문제로 인해 주 승격이 지연되었다. 하와이는 섬 체인의 많은 비백인 인구에 반대하는 남부 의원들의 반대에 직면했으며, 알래스카의 군사 기지에 대한 우려는 아이젠하워가 재임 초기에 이 지역의 주 승격에 반대하도록 설득했다. 1958년, 아이젠하워는 알래스카의 주 승격을 규정하고 알래스카의 넓은 지역을 군사 기지로 남겨두는 법안에 대해 의회와 합의에 도달했다. 아이젠하워는 1958년 7월 알래스카 주 승격법에 서명했으며, 알래스카는 1959년 1월 3일 49번째 주가 되었다. 몇 달 후인 1959년 3월 18일, 아이젠하워는 하와이 편입법에 서명했으며, 하와이는 1959년 8월 21일 50번째 주가 되었다.

## 건강 문제
아이젠하워는 재임 중 자신의 건강 및 의료 기록을 공개한 최초의 대통령이었다. 그러나 주변 사람들은 그의 건강 상태에 대한 의구심을 제기하여 정치적으로 해를 끼칠 수 있는 의료 정보를 숨겼다. 1955년 9월 24일, 콜로라도에서 휴가 중 심각한 심장마비를 겪었다. 그의 개인 주치의인 하워드 스나이더는 증상을 소화 불량으로 오진했고, 긴급히 필요한 도움을 요청하지 않았다. 스나이더는 나중에 자신의 기록을 위조하여 자신의 실수를 덮고 아이젠하워가 업무를 수행할 만큼 건강하다는 이미지를 유지하도록 보호했다. 심장마비로 인해 6주간 입원해야 했고, 아이젠하워는 1956년 초까지 정상적인 업무 일정을 재개하지 못했다. 아이젠하워의 회복 기간 동안 닉슨, 덜레스, 셔먼 애덤스는 행정 업무를 맡고 대통령과 소통했다. 아이젠하워는 1957년 11월 뇌졸중을 겪었지만, 빠르게 회복했다. 그의 두 번째 임기 동안 건강은 대체로 좋았다.

## 아이젠하워 재임 기간의 선거
| 의회   | 상원 | 하원 |
| ------ | ---- | ---- |
| 제83차 | 48   | 221  |
| 제84차 | 47   | 203  |
| 제85차 | 47   | 201  |
| 제86차 | 34   | 153  |
| 제87차 | 36   | 175  |

### 1954년 중간선거
1954년 중간선거에서 민주당은 양원 모두에서 과반수를 차지했다.

### 1956년 재선 캠페인

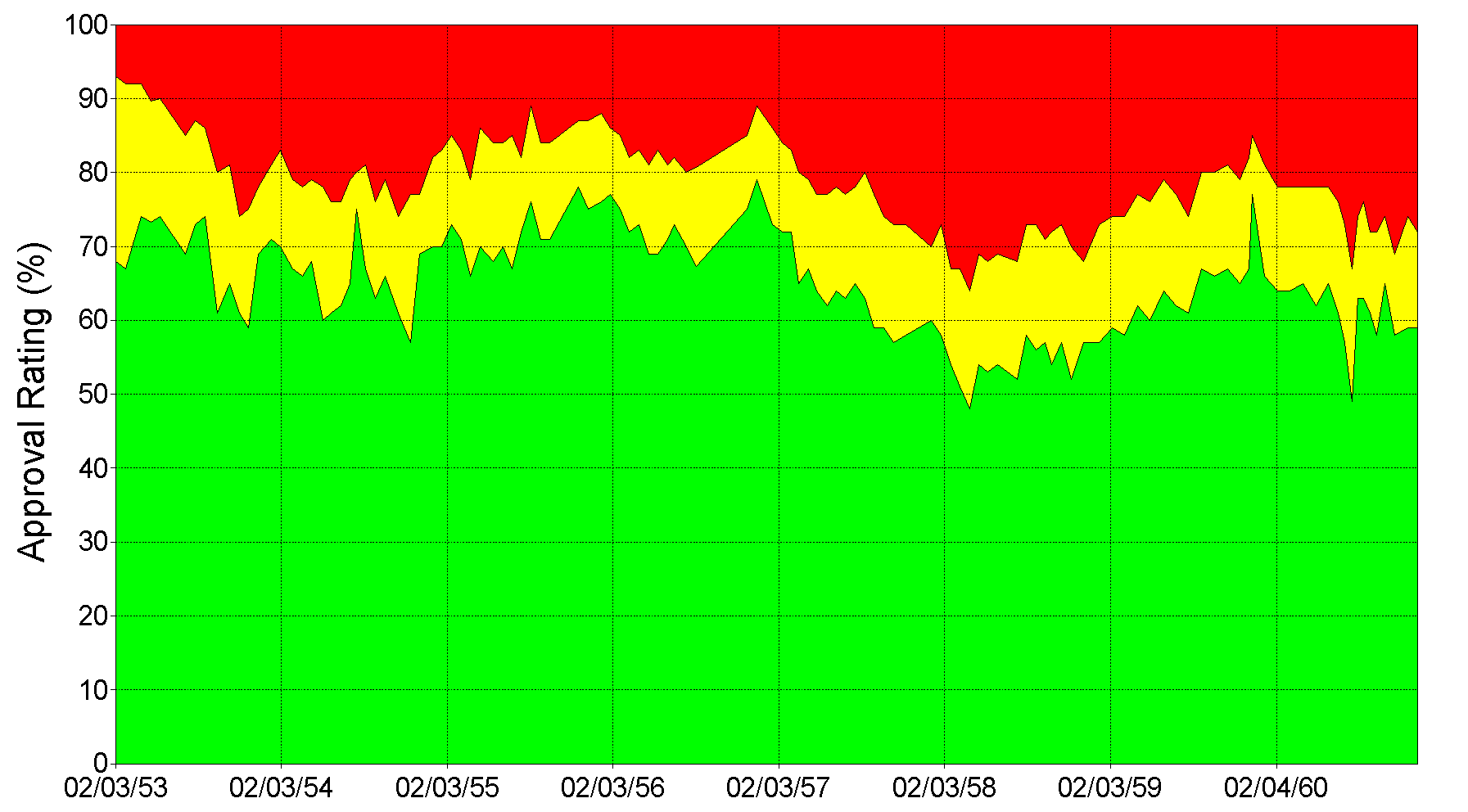
아이젠하워의 갤럽 지지율 그래프

1955년 7월, 타임지는 대통령이 "국가에 번영을 가져왔다"고 칭송하며, "드와이트 아이젠하워가 백악관에 입성한 지 29개월 만에 국가에 놀라운 변화가 일어났다. 혈압과 체온이 내려갔고, 신경 말단이 치유되었다. 새로운 분위기는 한 단어로 표현할 수 있었다: 자신감."이라고 언급했다. 이러한 정서는 아이젠하워의 갤럽 여론 조사 지지율에 반영되었는데, 그의 첫 임기 동안 68%에서 79% 사이를 오갔다. 1955년 9월 아이젠하워의 심장마비는 그가 두 번째 임기를 추구할 수 있을지에 대한 추측을 불러일으켰지만, 그의 주치의는 1956년 2월 그가 완전히 회복되었다고 발표했고, 그 직후 아이젠하워는 재선 출마 결정을 발표했다. 아이젠하워는 한 임기 후 은퇴하는 것을 고려했지만, 양당의 잠재적인 후임자들이 부적절하다고 판단하여 다시 출마하기로 결정했다.
아이젠하워는 닉슨이 대통령직에 오를 경우 나라를 이끌 능력이 없다고 생각하여 1956년 대선 후보에서 닉슨을 제외하고 국방부 장관직을 제안하려 했다. 닉슨은 이 제안을 거절했고, 아이젠하워가 요구하지 않는 한 재지명을 위한 고려에서 자신의 이름을 빼는 것을 거부했다. 당을 분열시키고 싶지 않았고, 닉슨을 대체할 완벽한 인물을 찾지 못한 아이젠하워는 닉슨의 재지명에 반대하지 않기로 결정했다. 해럴드 스타센과 일부 다른 공화당원들은 누군가를 설득하여 닉슨에게 도전하도록 노력했지만, 부통령은 공화당 지도부와 일반 유권자들 사이에서 여전히 높은 인기를 누렸다. 그는 1956년 공화당 전당대회에서 만장일치로 재지명되었다. 한편, 아이젠하워는 아무런 반대 없이 재지명되었다.

아이젠하워 대통령은 1956년 대선에서 민주당 애들레이 스티븐슨을 물리쳤다.

일리노이주 시카고에서 열린 1956년 민주당 전당대회에서 애들레이 스티븐슨은 전직 대통령 트루먼의 지지를 받은 뉴욕 주지사 W. 에이벌 해리먼의 강력한 도전을 받았음에도 불구하고 첫 번째 투표에서 재지명되었다. 스티븐슨은 부통령 후보 선택을 전당대회에 맡기겠다고 발표했으며, 자신이 선호하는 러닝메이트는 누구인지 전혀 밝히지 않았다. 대의원들은 두 번째 투표에서 테네시주 상원의원 에스티스 키포버를 선택했다.
아이젠하워는 경제적 번영과 냉전 외교 정책에 대한 자신의 기록을 바탕으로 선거 운동을 벌였다. 그는 또한 민주당원들이 자신의 입법 프로그램을 방해했다고 비난하고 핵무기 시험을 금지하려는 스티븐슨의 제안을 비웃었다. 스티븐슨은 소련과의 군축 협상 가속화와 사회 프로그램에 대한 정부 지출 증가를 요구했다. 민주당은 주로 아이젠하워보다 닉슨을 공격하는 네거티브 텔레비전 광고 전술을 도입했다. 수에즈 위기와 헝가리 혁명은 선거 운동 마지막 몇 주 동안 아이젠하워의 관심사가 되었고, 전 위기에서의 그의 행동은 그의 인기를 높였다.
선거 당일 아이젠하워는 4년 전보다 더 큰 표차로 승리하여 457명의 선거인단을 얻었고 스티븐슨은 73명의 선거인단을 얻었다. 그는 일반 투표의 57% 이상을 얻어 3,500만 표 이상을 득표했다. 아이젠하워는 1952년에 얻었던 민주당 지지층, 특히 백인 남부 도시 주민과 북부 가톨릭 신자들을 유지했으며, 성장하는 교외 지역은 그의 공화당 기반에 추가되었다. 1952년 선거와 비교하여 아이젠하워는 켄터키, 루이지애나, 웨스트버지니아를 얻었고, 미주리는 잃었다. 여론 조사원들과의 인터뷰에서 그의 유권자들은 그의 리더십 기록을 언급할 가능성이 적었다. 대신 이번에는 "개인적인 특성, 즉 그의 진정성, 성실성, 의무감, 가족으로서의 미덕, 종교적 헌신, 그리고 순수한 호감"에 대한 반응이 두드러졌다. 아이젠하워의 승리는 다른 공화당 후보들에게 강력한 옷자락 효과를 제공하지 못했으며, 민주당은 의회 통제권을 유지했다.

### 1958년 중간선거
1958년 중간선거에서 민주당은 양원 모두에서 과반수를 유지했다.

### 1960년 선거 및 정권 인수

민주당 존 F. 케네디가 1960년 대선에서 공화당 리처드 닉슨을 물리쳤다.

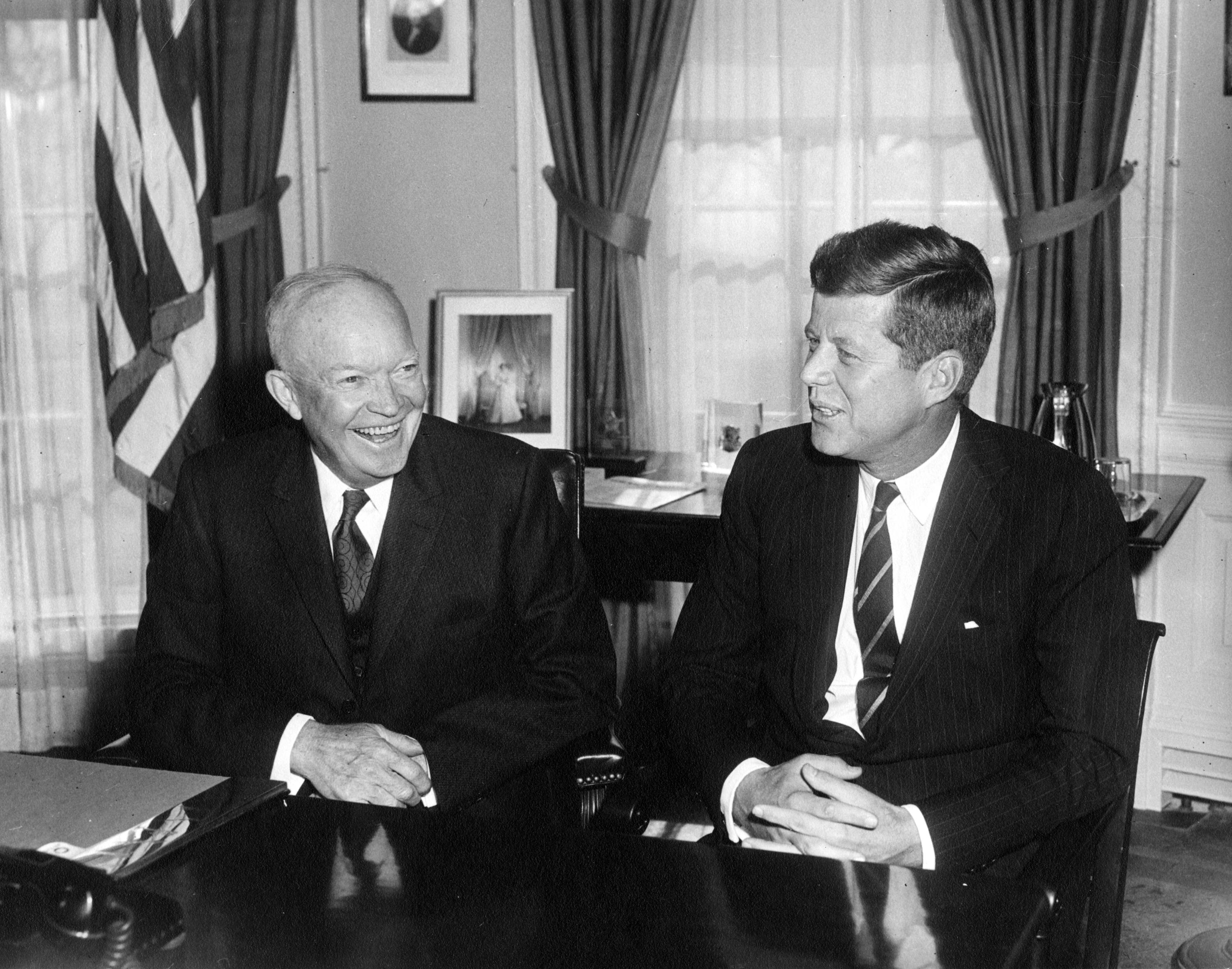
1960년 12월 6일 백악관에서 퇴임하는 드와이트 D. 아이젠하워 대통령과 당선된 존 F. 케네디 대통령

1951년에 비준된 미국 수정 헌법 제22조는 대통령의 임기를 두 번으로 제한했다. 이 수정안은 트루먼 대통령에게는 적용되지 않았기 때문에 아이젠하워는 헌법적으로 두 번의 임기로 제한된 최초의 대통령이 되었다. 아이젠하워는 그럼에도 불구하고 자신의 대통령 재임 기간에 대한 국민투표로 간주한 1960년 대선을 면밀히 지켜보았다. 그는 재무부 장관 로버트 앤더슨을 설득하여 공화당 후보 지명을 얻도록 하려 했지만, 앤더슨은 출마를 거부했다. 아이젠하워는 1960년 공화당 예비선거에서 닉슨에게 미온적인 지지를 보냈다. 기자들이 닉슨의 정책 아이디어 중 자신이 채택한 것을 하나만 들어달라고 요청하자, 아이젠하워는 농담으로 "일주일 시간을 주면 하나 생각할 수 있을지도 모른다. 기억나지 않는다"고 말했다. 아이젠하워와 닉슨은 사실 불평등한 친구가 되었지만, 서로에게서 배우고 서로를 존중했다. 아이젠하워의 강력한 지지가 부족했음에도 불구하고, 닉슨이 당 엘리트들을 성공적으로 설득하여 공화당 지명을 위해 넬슨 록펠러 주지사의 미약한 도전에만 직면했다.
1960년 선거 운동은 냉전과 경제가 지배했다. 존 F. 케네디는 민주당 후보가 되었고, 남부 민주당원들을 유지하기 위해 존슨을 러닝메이트로 선택했다. 케네디는 심각한 "미사일 격차"를 주장하고 교육에 대한 연방 지원, 최저 임금 인상, 노인을 위한 연방 건강 보험 프로그램 설립을 지지했다. 한편 닉슨은 스스로 승리하고 싶어 했고, 아이젠하워의 도움 제안을 받아들이지 않았다. 아이젠하워의 큰 실망에도 불구하고, 케네디는 매우 근소한 차이로 닉슨을 물리쳤다.

#### 고별 연설
선거 운동 기간 동안 아이젠하워는 케네디의 경험 부족과 정치 기계와의 연관성을 사적으로 비난했지만, 선거 후에는 케네디와 협력하여 원활한 정권 이양을 보장했다. 그는 케네디와 두 번 직접 만나 쿠바가 제기하는 위험을 특히 강조했다. 1961년 1월 17일, 아이젠하워는 오벌 오피스에서 마지막 전국 텔레비전 연설을 했다. 그의 고별 연설에서 아이젠하워는 냉전과 미군의 역할 문제를 제기했다. 그는 냉전을 "범세계적이며 무신론적 성격의 적대적 이데올로기, 무자비한 목적과 음흉한 방법"이라고 묘사하며, "군산 복합체에 의한 부당한 영향력 획득, 의도적이든 아니든"을 경고했다. 아이젠하워의 연설은 군사비 지출과 완전한 안보를 확보하려는 욕구가 건전한 경제, 효율적인 사회 프로그램, 개인의 자유를 포함한 다른 목표에 해를 끼칠 것이라는 그의 두려움을 반영했다.

## 역사적 평가
아이젠하워는 퇴임 당시 대중에게 인기가 많았지만, 한두 십 년 동안 평론가들은 아이젠하워를 주요 결정을 부하 직원에게 맡긴 "아무것도 하지 않는" 대통령으로 여겼다. 폴 홀보와 로버트 W. 셀렌은 비판론자들이 아이젠하워를 "손에 골프채를 들고 넓지만 멍청한 미소를 짓는 전형적인 모습으로 묘사했다. [...] 자유주의 지식인들은 그를 자신들의 대통령 기준인 프랭클린 D. 루스벨트와 불리하게 비교했다. 그들은 '아이크'가 정치에 무관심해 보이고, 조지프 매카시 상원의원과 공개적으로 싸우기를 거부하며, 적극적인 당 지도력을 맡기를 꺼려했던 점에 대해 특히 낮은 평가를 내렸다."

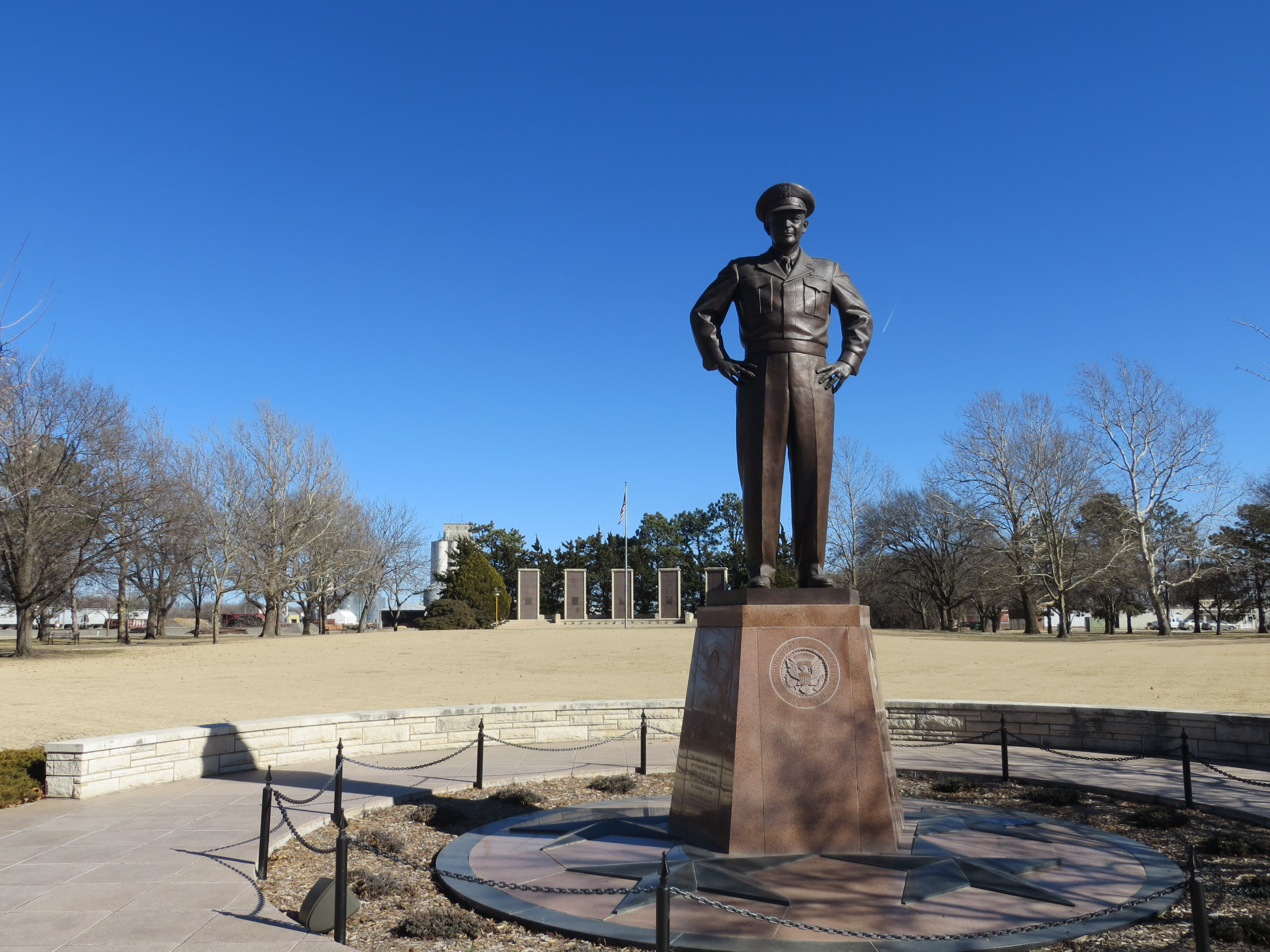
캔자스주 애빌린의 "평화의 챔피언" 서클에 있는 드와이트 D. 아이젠하워 동상

1960년대에 글을 쓴 역사가들은 아이젠하워의 외교 정책에 대해 부정적이었으며, "인기 있는 장군을 온순하지만 서투른 지도자로 보았고, 그는 1950년대의 중요한 국내 및 국제 문제들의 '큰 연기'를 주재했다"고 보았다. 역사가들은 1970년대에 아이젠하워의 개인 문서에 처음 접근할 수 있게 되었고, 역사가들은 "아이크의 성숙한 판단, 신중함, 자제력의 일관된 행사와 국제 관계에서 유난히 위험한 시기 동안 평화를 유지한 그의 탁월한 업적을 사실상 만장일치로 칭찬했다." 당시 애들레이 스티븐슨의 열렬한 지지자였던 자유주의 역사가 아서 슐레진저 주니어는 눈을 뜨게 되었다. "아이젠하워 문서... 확실히 이전의 그림을 바꾼다.... 아이젠하워는 1950년대에 우리가 생각했던 것보다 훨씬 더 많은 에너지, 관심, 자신감, 목적, 교활함, 그리고 지휘력을 보여주었다."
아이젠하워의 명성은 1980년대 초에 정점을 찍었지만, 1985년에는 후기 수정주의 반응이 나타나면서 아이젠하워 행정부에 대한 더 복잡한 평가가 제시되었다. 새로운 요소는 이전에 비공개였던 기록과 문서가 공개되면서 아이젠하워가 논란이 많은 문제들을 피하면서도 그의 행정부를 능숙하게 조종했다는 것이 밝혀진 것이다. 역사가들은 또한 아이젠하워의 일부 업적의 한계도 지적했다. 그는 매카시즘이나 민권에 대해 강력한 공개 입장을 취하는 것을 피했고, 그의 대통령 재임 말기에는 냉전 긴장이 높았다. 최근 역사가와 정치 과학자들의 여론 조사에서는 아이젠하워를 일반적으로 대통령 상위 25%에 랭크하고 있다. 미국정치학회의 대통령 및 행정 정치 부문에서 실시한 2018년 여론 조사에서는 아이젠하워를 역대 7번째로 좋은 대통령으로 평가했다. 2017년 C-SPAN의 역사가 여론 조사에서는 아이젠하워를 역대 5번째로 좋은 대통령으로 평가했다.
역사가 존 루이스 개디스는 평가의 전환을 다음과 같이 요약했다.
역사가들은 아이젠하워의 대통령직이 실패했다는 견해를 오래전에 포기했다. 그는 어쨌든 다른 전쟁에 휘말리지 않고 한국 전쟁을 종결시켰다. 그는 소련-미국 경쟁을 안정시켰고, 확대시키지 않았다. 그는 유럽 식민주의로부터 지원을 철회하면서 유럽 동맹을 강화했다. 그는 공화당을 고립주의와 매카시즘에서 구해냈다. 그는 번영을 유지하고, 예산 균형을 맞추고, 기술 혁신을 촉진하며, (마지못해서이긴 하지만) 민권 운동을 촉진했고, 워싱턴 이후 가장 기억에 남는 고별 연설에서 국가의 자유를 위협할 수 있는 "군산 복합체"에 대해 경고했다. 레이건 이전에는 그가 목표로 했던 바를 달성했다는 강력한 의식을 가지고 퇴임한 대통령은 없었다.

### 대통령으로서의 창의성
아이젠하워는 평생 그림에 대한 사랑을 키웠다. 그의 첫 영감은 토마스 E. 스티븐스가 그린 매미 아이젠하워의 초상화와 친구 윈스턴 처칠의 예술 작품에서 비롯되었고, 이는 그가 자신만의 예술을 창조하도록 이끌었다. 제2차 세계대전 이후 개인적인 시간이 많아지면서 그는 스티븐스의 초상화를 모방하려고 했다. 그림을 "순수한 돈 낭비"라고 생각했던 그는 그림 도구를 선물 받은 후 돈을 낭비하고 싶지 않아서 자신만의 그림을 계속 그렸다. 마지못해 시작한 취미는 점차 즐거움의 장소가 되었고, 가장 흔히 그림, 초상화 또는 잡지 이미지의 복사본을 만드는 데 사용되었다. 아이젠하워는 그림이 만들어내는 최종 목표보다는 그림을 만드는 과정을 즐겼고, 자신의 작품을 소유하기보다는 종종 다른 사람들에게 주었다. 그는 자신의 그림 대부분을 "어설픈 것" – 서투르고 거친 것 –이라고 묘사했지만, 재능이 부족하지는 않았다. 그의 성취 욕구는 그의 그림이 평균 이상이 되도록 보장했다. 말년에는 주로 언덕과 같은 풍경화를 선호했으며, 이는 가장 좋아하는 취미가 되었다. 아이젠하워의 그림은 다면적인 인물로서의 그를 역사적으로 보여준다.

## 내용주
1. 1 2  제83차 의회(1953년 1월 3일 – 1953년 1월 19일)의 일부는 트루먼 대통령 재임 시기에 열렸으며, 제87차 의회(1961년 1월 3일 – 1961년 1월 19일)의 일부만이 아이젠하워의 두 번째 임기 동안 열렸다.

### 참고 자료
- Ambrose, Stephen E. (1983). 《Eisenhower》. I: Soldier, General of the Army, President-Elect, 1890–1952. Simon and Schuster. ISBN 978-0671440695.
- Ambrose, Stephen E. (1984). 《Eisenhower》. II: President and Elder Statesman, 1952–1969. Simon and Schuster. ISBN 978-0671605650.
- Bohri, László. "Rollback, Liberation, Containment, or Inaction? US Policy and Eastern Europe in the 1950s." Journal of Cold War Studies 1.3 (1999): 67–110. online
- 번디, 맥조지 (1988). 《Danger and Survival: Choices About the Bomb in the First Fifty Years》. New York: Random House. ISBN 0-394-52278-8.
- Dockrill, Saki (1994). "Cooperation and suspicion: The United States' alliance diplomacy for the security of Western Europe, 1953–54". Diplomacy & Statecraft. 5#1: 138–182 online
- Dockrill, Saki. (1996) Eisenhower's New-Look National Security Policy, 1953–61 excerpt
- Herring, George C. (2008). 《From Colony to Superpower; U.S. Foreign Relations Since 1776》. Oxford University Press. ISBN 978-0-19-507822-0.
- Hitchcock, William I. (2018). 《The Age of Eisenhower: America and the World in the 1950》. Simon & Schuster. ISBN 978-1439175668. The major scholarly synthesis; 645pp; online review symposium
- Kabaservice, Geoffrey (2012). 《Rule and Ruin: The Downfall of Moderation and the Destruction of the Republican Party, from Eisenhower to the Tea Party》. Oxford University Press. ISBN 9780199768400.
- Lyon, Peter (1974). 《Eisenhower: Portrait of the Hero》. Little Brown and Company. ISBN 978-0316540216. online free to borrow
- McMahon, Robert J. "Eisenhower and Third World Nationalism: A Critique of the Revisionists," Political Science Quarterly 101#3 (1986), pp. 453–473, online
- Pach, Chester J.; Richardson, Elmo (1991). 《The Presidency of Dwight D. Eisenhower》 Revis판. University Press of Kansas. ISBN 978-0-7006-0437-1.
- Patterson, 제임스 패터슨 (1996). 《Grand Expectations: The United States 1945–1974》. Oxford University Press. ISBN 978-0195117974.
- Pusey, Merlo J. (1956). 《Eisenhower The President》. Macmillan. LCCN 56-8365.
- Schefter, James (1999). 《The Race: The uncensored story of how America beat Russia to the Moon》. New York: 더블데이. ISBN 978-0-385-49253-9. isbn:0385492537.
- 스미스, 진 에드워드, 진 에드워드 (2012). 《Eisenhower in War and Peace》. Random House. ISBN 978-1400066933.
- Wicker, Tom (2002). 《Dwight D. Eisenhower》. Times Books. ISBN 978-0-8050-6907-5.
- Young, Ken; Schilling, Warner R. (2019). 《Super Bomb: Organizational Conflict and the Development of the Hydrogen Bomb》. Ithaca, New York: Cornell University Press. ISBN 978-1-5017-4516-4.

## 같이 보기

### 참고 문헌
- Congressional Quarterly. Congress and the Nation 1945–1964 (1965), Highly detailed and factual coverage of Congress and presidential politics; 1784 pages
- Damms, Richard V. The Eisenhower Presidency, 1953–1961 (2002)
- Kaufman, Burton I. The A to Z of the Eisenhower era (2009) online
- Kaufman, Burton I. and Diane Kaufman. Historical Dictionary of the Eisenhower Era (2009), 320pp
- Mayer, Michael S. The Eisenhower Years (Facts on File, 2009), 1024pp; short biographies by experts of 500 prominent figures, with some primary sources. ISBN 0-8160-5387-1
- Olson, James S. Historical Dictionary of the 1950s (2000)
- Pach, Chester J. ed. A Companion to Dwight D. Eisenhower (2017), new essays by experts; stress on historiography.
- Schoenebaum, Eleanora, ed. Political Profiles the Eisenhower Years (1977); 757pp; short political biographies of 501 major players in politics in the 1950s.

### 전기
- Ambrose, Stephen E. Eisenhower: Soldier and President (2003). A revision and condensation of his earlier two-volume Eisenhower biography.
- Galambos, Louis. Eisenhower: Becoming the Leader of the Free World (Johns Hopkins University Press, 2020).
- Gellman, Irwin F. The President and the Apprentice: Eisenhower and Nixon, 1952–1961 (2015).
- Graff, Henry F., ed. The Presidents: A Reference History (3rd ed. 2002)
- Hoopes Townsend, Devil and John Foster Dulles (1973) ISBN 0-316-37235-8. a scholarly biography
- Krieg, Joann P. ed. Dwight D. Eisenhower, Soldier, President, Statesman (1987). 24 essays by scholars.
- Mason, Robert. "War Hero in the White House: Dwight Eisenhower and the Politics of Peace, Prosperity, and Party." in Profiles in Power (Brill, 2020) pp. 112–128.
- Newton, Jim, Eisenhower: The White House Years (Random House, 2011) online; popular history
- Nichols, David A. Eisenhower 1956: The President's Year of Crisis—Suez and the Brink of War (2012).
- Stebenne, David L. Modern republican: Arthur Larson and the Eisenhower years (Indiana UP, 2006).

### 학술 연구
- Alexander, Charles C. Holding the line: the Eisenhower era, 1952–1961 (1979) online
- Allen, Craig. Eisenhower and the mass media: peace, prosperity, & prime-time TV (U of North Carolina Press) (1993)
- Anderson J. W. Eisenhower, Brownell, and the Congress: The Tangled Origins of the Civil Rights Bill of 1956–1957. (U of Alabama Press, 1964).
- Blas, Elisheva. "The Dwight D. Eisenhower National System of Interstate and Defense Highways: The Road to Success?." History Teacher 44.1 (2010): 127–142. online
- Burrows, William E. This New Ocean: The Story of the First Space Age. New York: Random House, 1998. 282pp
- Divine, Robert A. Eisenhower and the Cold War (Oxford UP, 1981)
- Divine, Robert A. Foreign Policy and U.S. Presidential Elections, 1952–1960 (1974).
- Dockrill, Saki. Eisenhower's New-Look National Security Policy, 1953–61 (1996) excerpt
- Falk, Stanley L. "The National Security Council under Truman, Eisenhower, and Kennedy." Political Science Quarterly 79.3 (1964): 403–434. online
- Jackson, Michael Gordon (2005). 《Beyond Brinkmanship: Eisenhower, Nuclear War Fighting, and Korea, 1953-1968》. 《Presidential Studies Quarterly》 35. 52–75쪽. doi:10.1111/j.1741-5705.2004.00235.x.
- Kaufman, Burton Ira. Trade and aid: Eisenhower's foreign economic policy, 1953–1961 (1982).
- Little, Douglas. "His finest hour? Eisenhower, Lebanon, and the 1958 Middle East crisis." Diplomatic History 20.1 (1996): 27–54. online
- Melanson, Richard A. and David A. Mayers, eds. Reevaluating Eisenhower: American foreign policy in the 1950s (1989) online
- Rabe, Stephen G. Eisenhower and Latin America: The foreign policy of anticommunism (1988)
- Rosenberg, Victor. Soviet-American relations, 1953–1960: diplomacy and cultural exchange during the Eisenhower presidency (2005).
- Taubman, William. Khrushchev: The Man and His Era (2012), Pulitzer Prize

### 역사학
- Broadwater, Jeff. "President Eisenhower and the Historians: Is the General in Retreat?." Canadian Review of American Studies 22.1 (1991): 47–60.
- Burk, Robert. "Eisenhower Revisionism Revisited: Reflections on Eisenhower Scholarship", Historian, Spring 1988, Vol. 50, Issue 2, pp. 196–209
- Catsam, Derek. "The civil rights movement and the Presidency in the hot years of the Cold War: A historical and historiographical assessment." History Compass 6.1 (2008): 314–344. online
- De Santis, Vincent P. "Eisenhower Revisionism," Review of Politics 38#2 (1976): 190–208.
- Hoxie, R. Gordon. "Dwight David Eisenhower: Bicentennial Considerations," Presidential Studies Quarterly 20 (1990), 263.
- Joes, Anthony James. "Eisenhower Revisionism and American Politics," in Joanne P. Krieg, ed., Dwight D. Eisenhower: Soldier, President, Statesman (1987), 283–296;
- Lee, R. Alton. Dwight D. Eisenhower: A Bibliography (1991) 3,660 citations to books and articles with short annotation.
- McAuliffe, Mary S. "Eisenhower, the President", Journal of American History 68 (1981), pp. 625–32 JSTOR 1901942
- McMahon, Robert J. "Eisenhower and Third World Nationalism: A Critique of the Revisionists," Political Science Quarterly (1986) 101#3 pp. 453–73 JSTOR 2151625
- Matray, James I (2011). 《Korea's war at 60: A survey of the literature》. 《Cold War History》 11. 99–129쪽. doi:10.1080/14682745.2011.545603. S2CID 153921372.
- Melanson, Richard A. and David Mayers, eds. Reevaluating Eisenhower: American Foreign Policy in the 1950s (1987)
- Polsky, Andrew J. "Shifting Currents: Dwight Eisenhower and the Dynamic of Presidential Opportunity Structure," Presidential Studies Quarterly, March 2015.
- Rabe, Stephen G. "Eisenhower Revisionism: A Decade of Scholarship," Diplomatic History (1993) 17#1 pp 97–115.
- Reichard, Gary W. "Eisenhower as President: The Changing View," South Atlantic Quarterly 77 (1978): 265–82
- Schlesinger Jr., Arthur. "The Ike Age Revisited," Reviews in American History (1983) 11#1 pp. 1–11 JSTOR 2701865
- Streeter, Stephen M. "Interpreting the 1954 U.S. Intervention In Guatemala: Realist, Revisionist, and Postrevisionist Perspectives," History Teacher (2000) 34#1 pp 61–74. JSTOR 3054375 online

### 주요 자료
- Adams, Sherman. Firsthand Report: The Story of the Eisenhower Administration. 1961. by Ike's chief of staff
- Benson, Ezra Taft. Cross Fire: The Eight Years with Eisenhower (1962) Secretary of Agriculture * Brownell, Herbert and John P. Burke. Advising Ike: The Memoirs of Attorney General Herbert Brownell (1993).
- Eisenhower, Dwight D. Mandate for Change, 1953–1956, Doubleday and Co., 1963; his memoir
- Eisenhower, Dwight D. The White House Years: Waging Peace 1956–1961, Doubleday and Co., 1965; his memoir
- Papers of Dwight D. Eisenhower The 21 volume Johns Hopkins print edition of Eisenhower's papers includes: The Presidency: The Middle Way (vols. 14–17) and The Presidency: Keeping the Peace (vols. 18–21), his private letters and papers online at subscribing libraries
- Eisenhower, Dwight D. Public Papers, covers 1953 through end of term in 1961. based on White House press releases online
- 제임스 캠벨 해거티 (1983).  페럴, 로버트 H., 편집. 《The Diary of James C. Hagerty: Eisenhower in Mid-Course, 1954–1955》. Indiana University Press. ISBN 9780253116253.
- Hughes, Emmet John. The Ordeal of Power: A Political Memoir of the Eisenhower Years. 1963. Ike's speechwriter
- Nixon, Richard M. The Memoirs of Richard Nixon 1978.
- Documentary History of the Dwight D. Eisenhower Presidency (13 vol. University Publications of America, 1996) online table of contents